# Tập đoàn Target

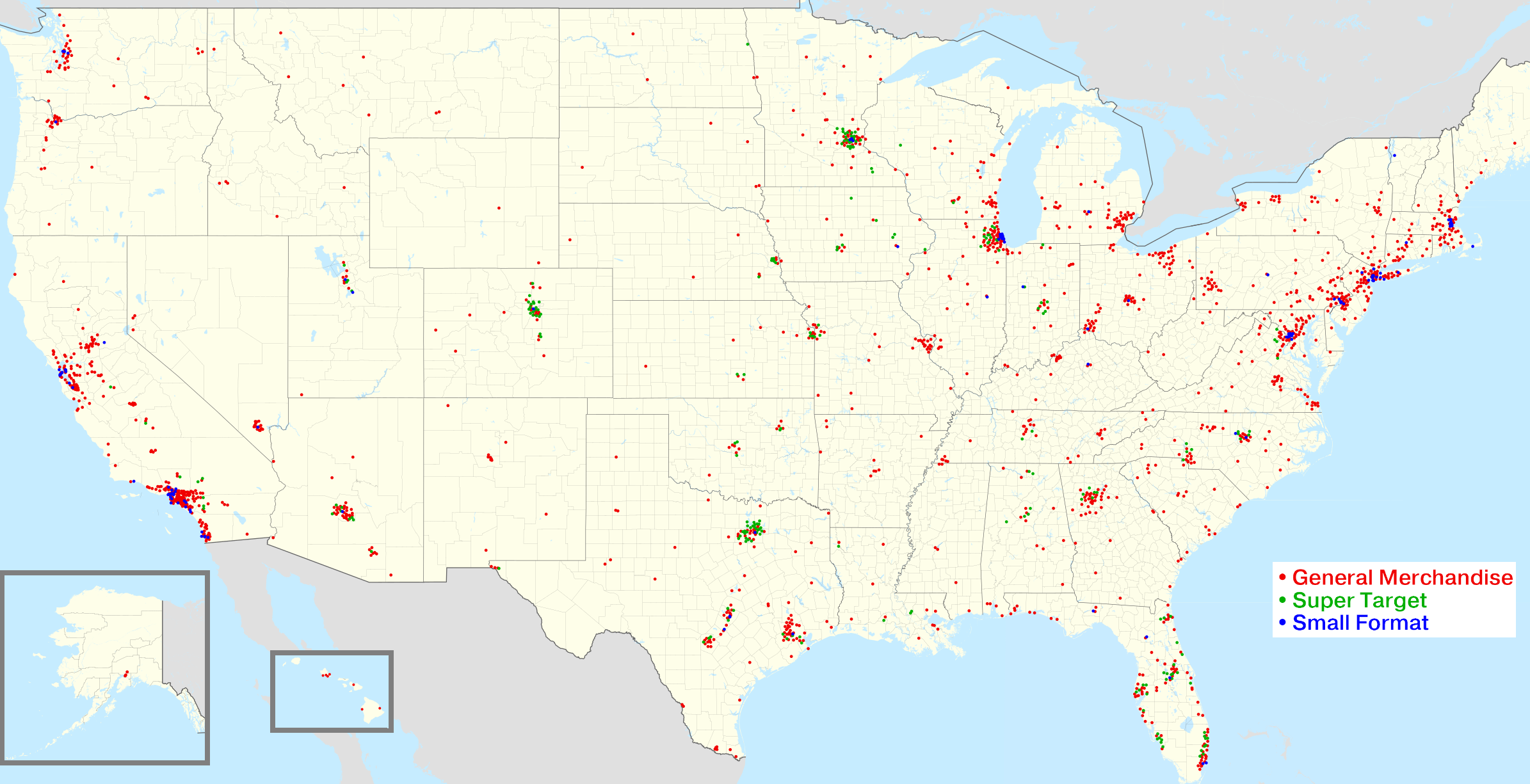
Bản đồ các cửa hàng Target tại Hoa Kỳ, tính đến tháng 12 năm 2020

Target Corporation (tên thương mại Target và cách điệu tất cả thành chữ thường kể từ năm 2018) là một chuỗi cửa hàng bách hóa siêu lớn của Mỹ có trụ sở tại Minneapolis, Minnesota. Đây là nhà bán lẻ lớn thứ bảy ở Hoa Kỳ và là một phần của S&P 500 Index. Target được thành lập với tư cách là bộ phận giảm giá của cửa hàng bách hóa Dayton's ở Minneapolis vào năm 1962. Nó bắt đầu mở rộng cửa hàng trên toàn quốc vào thập niên 1980 (như một phần của Tập đoàn Dayton-Hudson) và giới thiệu các định dạng cửa hàng mới dưới thương hiệu Target năm 1980 trong thập niên 1990. Công ty đã đạt được thành công với tư cách là một tay chơi sang trọng giá rẻ trong ngành. Năm 2000, công ty mẹ đổi tên thành Target Corporation và tự thoái vốn khỏi chuỗi cửa hàng bách hóa cuối cùng vào năm 2004. Công ty đã phải hứng chịu chỉ trích rất lớn vì vi phạm an ninh dữ liệu thẻ tín dụng của khách hàng và sự thất bại của công ty con Target Canada trong thời gian ngắn vào đầu thập niên 2010, nhưng đã hồi sinh thành công với việc mở rộng tại các thị trường đô thị ở Hoa Kỳ.
Tính đến  năm 2019, Target điều hành 1.931 cửa hàng trên khắp Hoa Kỳ, và xếp hạng 37 trên Fortune 500 trong danh sách các tập đoàn lớn nhất Hoa Kỳ theo tổng doanh thu năm 2020. Các định dạng bán lẻ bao gồm cửa hàng giảm giá Target, đại siêu thị SuperTarget và các cửa hàng "định dạng nhỏ" trước đây có tên là CityTarget và TargetExpress trước khi hợp nhất dưới thương hiệu Target.

## Lịch sử

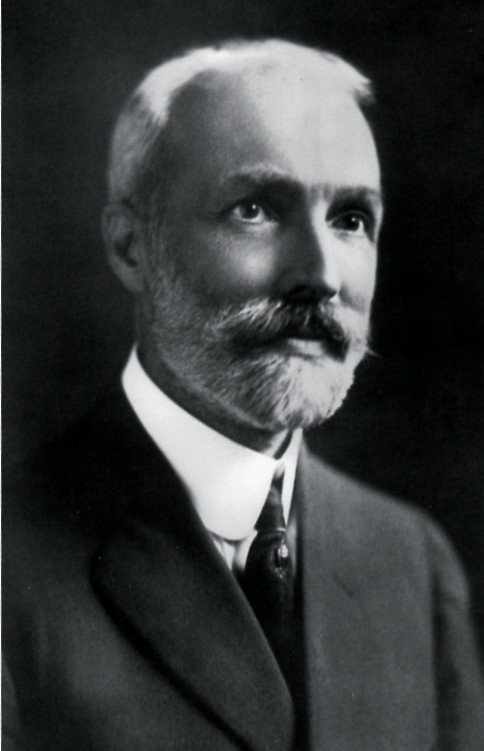
George Dayton

Nhà thờ Westminster Presbyterian ở trung tâm thành phố Minneapolis bị thiêu rụi trong hỗn loạn năm 1893; nên nhà thờ đang tìm kiếm nguồn đầu tư mới vì bảo hiểm không chi trả chi phí để xây một tòa nhà mới. Giáo đoàn đã kêu gọi George Dayton, một giáo dân tích cực, mua khu đất trống ở góc cạnh nhà thờ ban đầu để xây dựng lại; cuối cùng ông đã xây một tòa nhà sáu tầng trên khu đất mới mua. Trong lúc tìm kiếm người thuê, Dayton đã thuyết phục Công ty Reuben Simon Goodfellow chuyển cửa hàng bách hóa Goodfellows gần đó vào tòa nhà mới được xây dựng vào năm 1902, mặc dù chủ sở hữu của nó đã nghỉ hưu nhưng họ vẫn bán quyền lợi của họ đối với cửa hàng cho Dayton. Cửa hàng đổi tên thành Công ty  Dayton Dry Goods năm 1903 và rút ngắn thành Công ty Dayton năm 1910. Do duy trì các mối quan hệ với tư cách là chủ ngân hàng nhưng thiếu kinh nghiệm bán lẻ trước đây, Dayton đã điều hành công ty như một doanh nghiệp gia đình, ông nắm quyền kiểm soát chặt chẽ và thực thi các nguyên tắc theo kiểu Giáo hội Trưởng lão nghiêm ngặt. Do đó, cửa hàng cấm bán rượu, từ chối quảng cáo trên các tờ báo tài trợ cho quảng cáo rượu và không cho phép bất kỳ hoạt động kinh doanh nào vào Chủ nhật. Năm 1918, Dayton dành phần lớn số tiền cho hoạt động từ thiện và ông thành lập Quỹ Dayton với 1 triệu đô la.

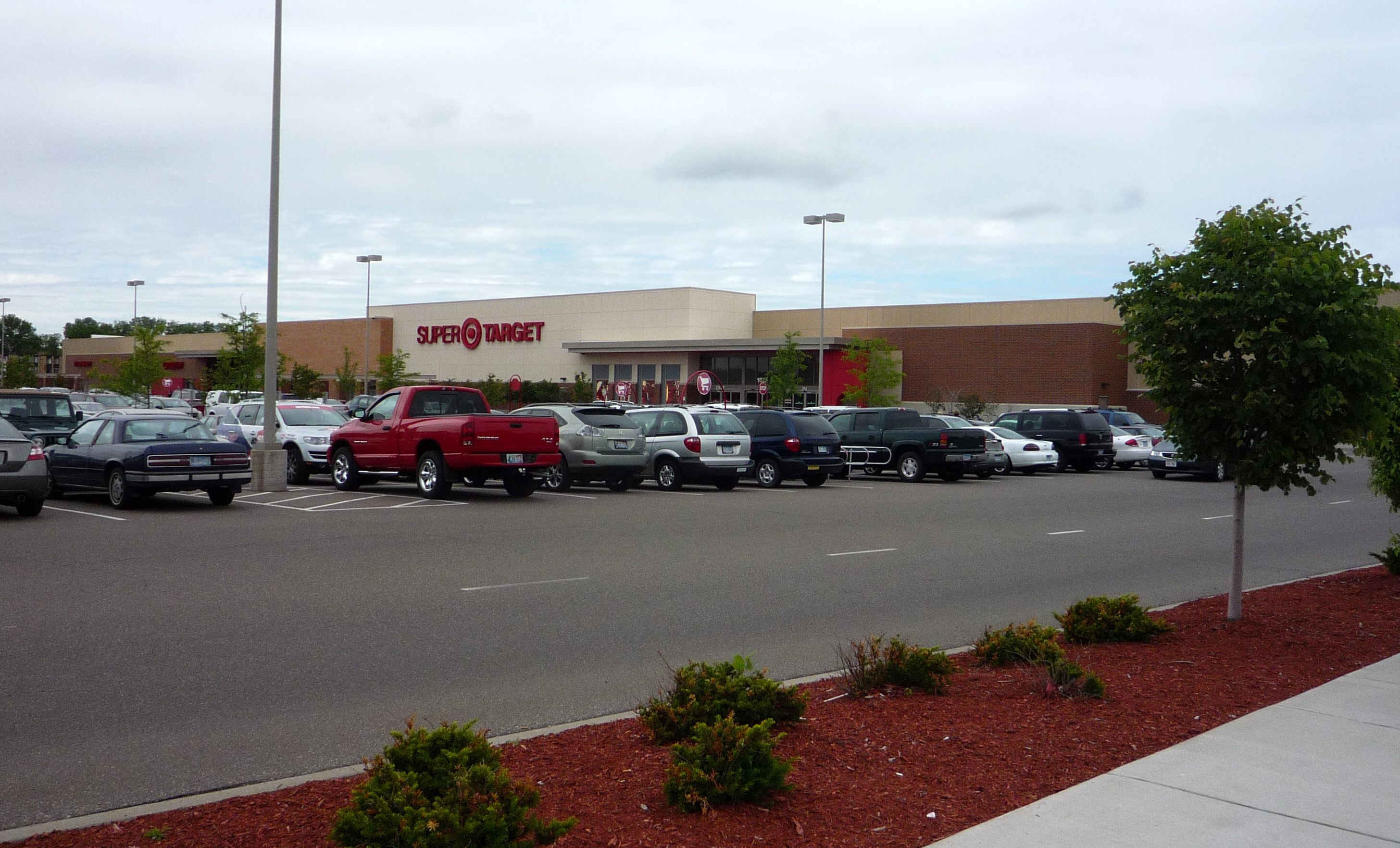
SuperTarget ở Roseville, Minnesota (Cửa hàng số 2101), nằm trên địa điểm của cửa hàng Target đầu tiên (Cửa hàng số 1), mở cửa năm 1962 và đã bị phá bỏ và thay thế bằng cửa hàng lớn hơn nhiều vào năm 2005.

Khi làm việc cho công ty Dayton, John F. Geisse đã phát triển khái niệm bán lẻ chiết khấu cao cấp. Ngày 1 tháng 5 năm 1962, Công ty Dayton, sử dụng các khái niệm của Geisse, đã mở cửa hàng giảm giá Target đầu tiên tại 1515 West County Road B ở Saint Paul, Minnesota, ngoại ô của Roseville. Cái tên "Target" bắt nguồn từ giám đốc của Dayton lúc này là Stewart K. Widdess, nhằm ngăn người tiêu dùng liên tưởng chuỗi cửa hàng giảm giá mới với cửa hàng bách hóa. Douglas Dayton cũng là chủ tịch đầu tiên của Target. Công ty con mới đã kết thúc năm đầu tiên với bốn cửa hàng, tất cả đều ở Minnesota. Target Stores thua lỗ trong những năm đầu tiên nhưng đã báo cáo khoản lãi đầu tiên vào năm 1965, với doanh thu đạt 39 triệu đô la, cho phép mở cửa hàng thứ năm ở vùng ngoại ô Minneapolis của Bloomington. Đến năm 1964, Dayton's là chuỗi cửa hàng bách hóa thuộc sở hữu tư nhân lớn thứ hai cả nước.

## Tài chính
| Năm  | Doanh thu tính bằng triệu USD$ | Thu nhập ròng tính bằng triệu USD$ | Tổng tài sản tính bằng tỷ USD$ | Người lao động | Cửa hàng |
| ---- | ------------------------------ | ---------------------------------- | ------------------------------ | -------------- | -------- |
| 2005 | 46,839                         | 3,918                              | 32,293                         | 292,000        | 1,308    |
| 2006 | 52,620                         | 2,408                              | 34,995                         | 338,000        | 1,397    |
| 2007 | 59,490                         | 2,787                              | 37,349                         | 352,000        | 1,488    |
| 2008 | 63,637                         | 2,849                              | 44,560                         | 366,000        | 1,591    |
| 2009 | 64,948                         | 2,214                              | 44,106                         | 351,000        | 1,682    |
| 2010 | 65,357                         | 2,488                              | 44,533                         | 351,000        | 1,740    |
| 2011 | 67,390                         | 2,920                              | 43,705                         | 355,000        | 1,750    |
| 2012 | 69,865                         | 2,929                              | 46,630                         | 365,000        | 1,763    |
| 2013 | 73,301                         | 2,999                              | 48,163                         | 361,000        | 1,778    |
| 2014 | 71,279                         | 1,971                              | 44,553                         | 366,000        | 1,917    |
| 2015 | 72,618                         | 1,636                              | 41,172                         | 347,000        | 1,790    |
| 2016 | 73,785                         | 3,363                              | 40,262                         | 341,000        | 1,792    |
| 2017 | 69,495                         | 2,737                              | 37,431                         | 323,000        | 1,802    |
| 2018 | 71,879                         | 2,934                              | 38,999                         | 345,000        | 1,822    |
| 2019 | 75,356                         | 2,937                              | 41,290                         | 360,000        | 1,851    |
| 2020 | 78,112                         | 3,281                              | 42,779                         | 368,000        | 1,904    |
| 2021 | 93,561                         | 4,368                              | 50,471                         | 401,000        | 1,909    |

## Vết cacbon
Target Corporation đã báo cáo Tổng khí thải CO2e (Trực tiếp + Gián tiếp) trong mười hai tháng kết thúc ngày 31 tháng 12 năm 2020 tại 2,192 Kt (−241 /-9.9% y-o-y). Xu hướng giảm nhất quán trong lượng khí thải được báo cáo kể từ năm 2016.
| Tháng 12 năm 2017 | Tháng 12 năm 2018 | Tháng 12 năm 2019 | tháng 12 năm 2020 |
| ----------------- | ----------------- | ----------------- | ----------------- |
| 2,643             | 2,592             | 2,433             | 2,192             |

## Định dạng cửa hàng

### Target

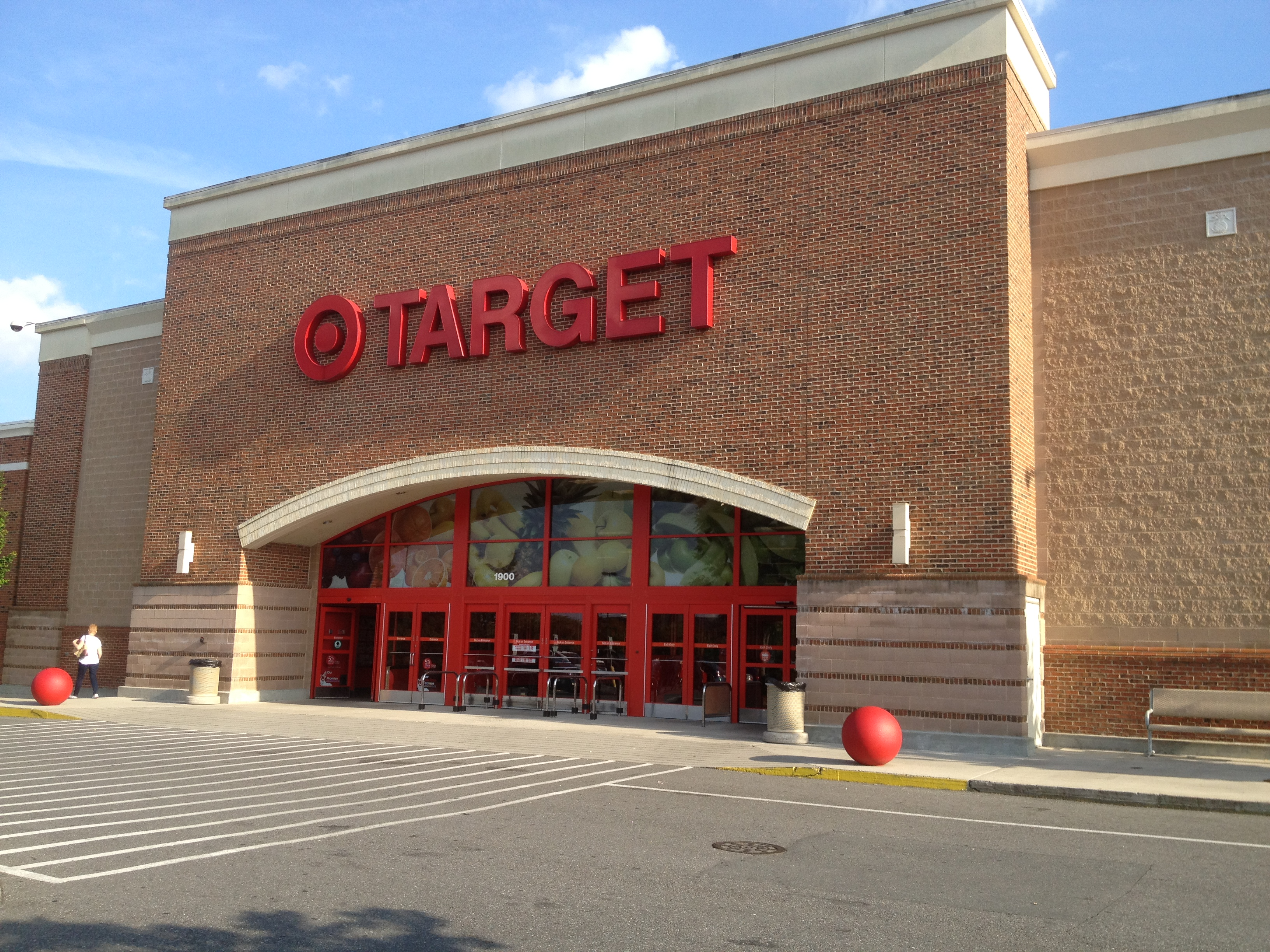
Mặt ngoài của một cửa hàng Target điển hình ở Rock Hill, South Carolina, vào tháng 5 năm 2012 (Cửa hàng #1371)

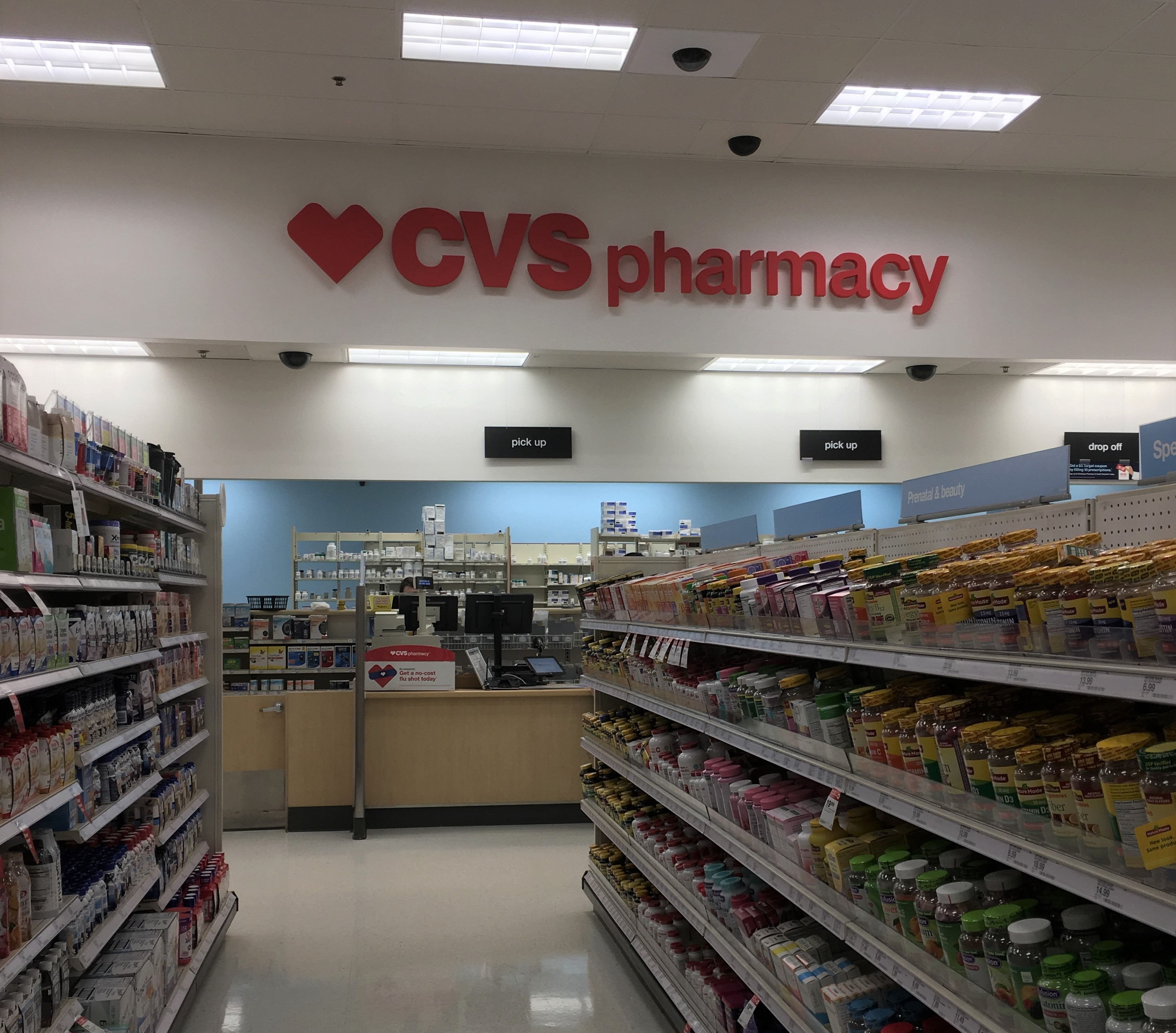
CVS Pharmacy bên trong cửa hàng Target (cửa hàng #1910 ở Savannah, Georgia)

Cửa hàng giảm giá Target đầu tiên khai trương tại Roseville, Minnesota, một vùng ngoại ô của Minneapolis–Saint Paul ngày 1 tháng 5 năm 1962. Các bất động sản ngày nay có diện tích khoảng 135.000 foot vuông (12.500 m2) và bán hàng hóa nói chung. Trong khi nhiều cửa hàng Target tuân theo phong cách kiến trúc hộp lớn tiêu chuẩn, công ty đã tập trung vào việc "tùy chỉnh từng cửa hàng mới để đảm bảo trải nghiệm phù hợp với địa phương [...] phù hợp nhất với nhu cầu của khu vực lân cận" kể từ tháng 8 năm 2006. Ban đầu, chỉ các địa điểm SuperTarget mới vận hành quầy Starbucks Coffee, mặc dù các quầy này đã được tích hợp vào các cửa hàng bách hóa tổng hợp thông qua quan hệ đối tác mở rộng của họ bắt đầu từ năm 2003.

#### CVS Health
Ngày 15 tháng 6 năm 2015, CVS Health đã công bố thỏa thuận với Target để mua lại tất cả các cơ sở kinh doanh hiệu thuốc và phòng khám của Target với giá khoảng 1,9 tỷ USD. Các nhà thuốc Target đã được đổi tên thành nhà thuốc CVS Health, tổng cộng có 1.672 nhà thuốc vào tháng 2 năm 2016. Các phòng khám Target cũng được đổi tên thành MinuteClinic. Việc mua lại các nhà thuốc Target đã giúp CVS mở rộng thị trường của mình sang Seattle, Denver, Portland và Salt Lake City.

### SuperTarget

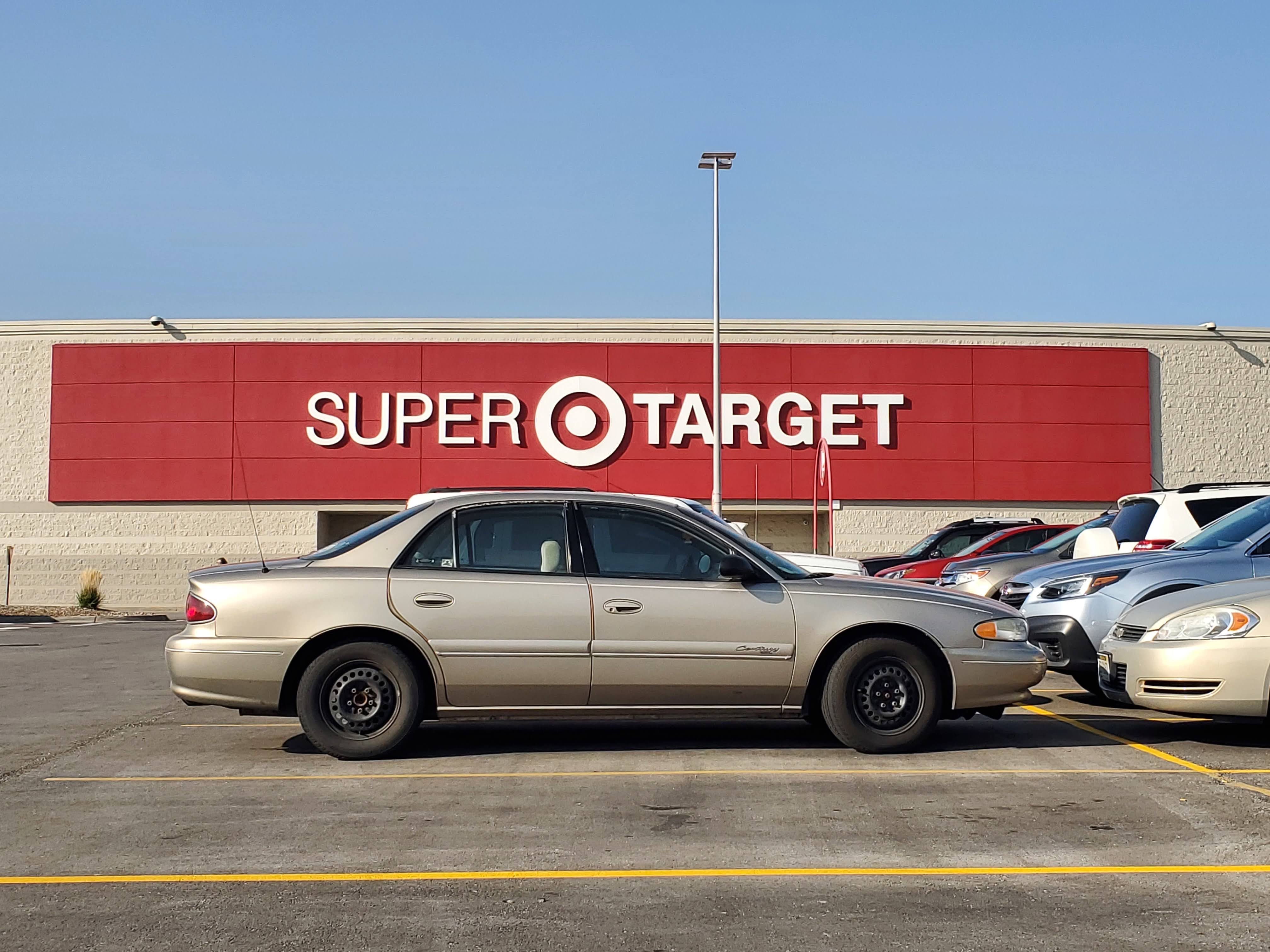
Mặt ngoài của SuperTarget ở Omaha, Nebraska, vào năm 2020. Cửa hàng này đã được tu sửa lại vào tháng 10 năm 2017. (Cửa hàng #1777)

Tháng 9 năm 1990, Target Greatland đầu tiên được mở tại Apple Valley, Minnesota. Chúng lớn hơn khoảng 50% so với các cửa hàng Target truyền thống và đi tiên phong trong các tiêu chuẩn của công ty, bao gồm tăng số lượng làn thanh toán và máy quét giá, lối đi lớn hơn, mở rộng bộ phận chụp ảnh và hiệu thuốc, và một khu ẩm thực. Kể từ đó, các địa điểm Target Greatland đã được chuyển đổi thành các cửa hàng theo định dạng PFresh bắt đầu từ năm 2009.

### Target nhỏ

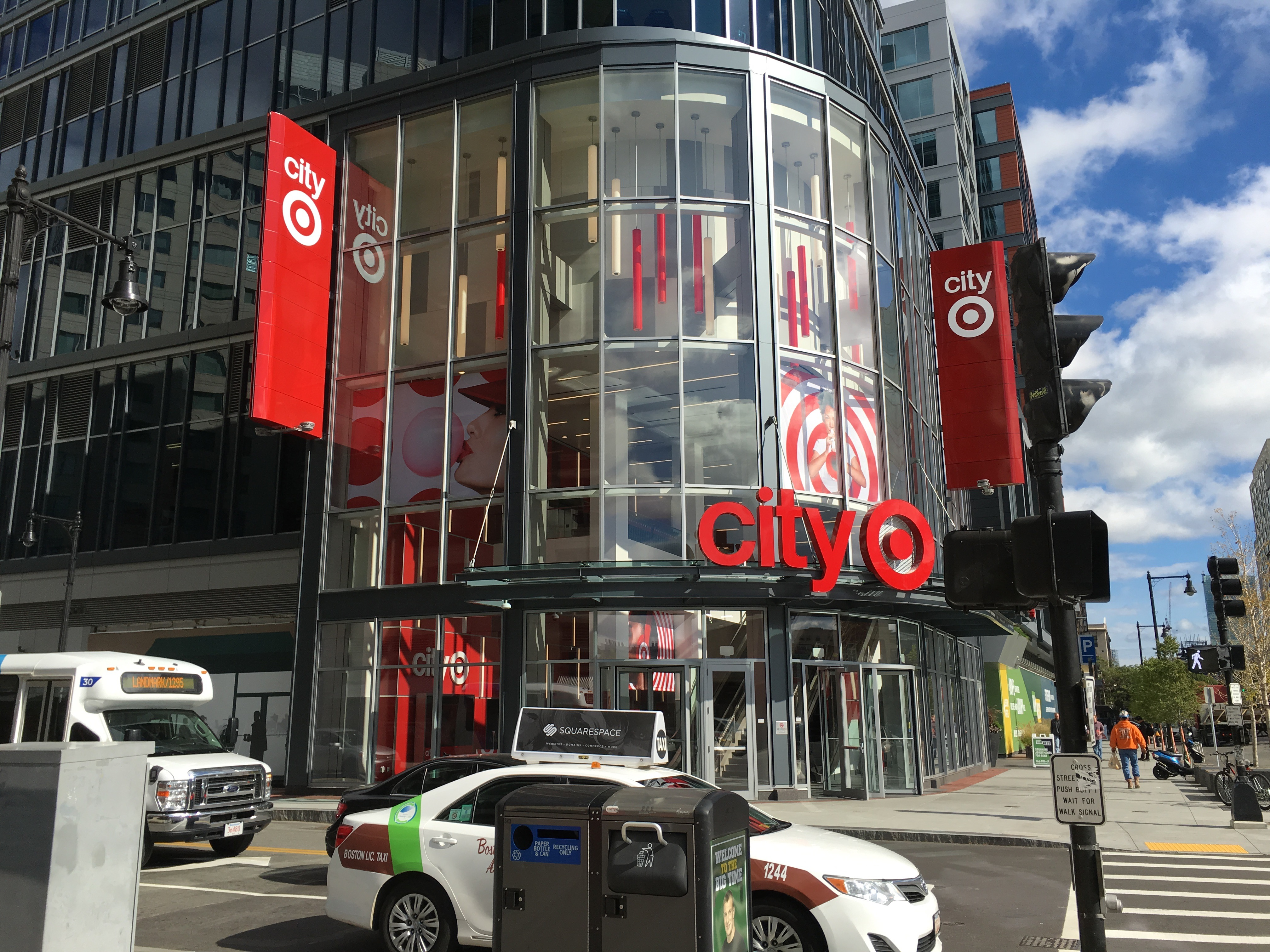
Mặt ngoài của CityTarget ở Boston, Massachusetts, vào tháng 10 năm 2015, hiện được đổi tên thành Target (cửa hàng #2822)

Mặc dù các vị trí Target điển hình có diện tích khoảng 135.000 foot vuông (12.500 m2), phần lớn các cửa hàng CityTarget "định dạng nhỏ" có diện tích khoảng 80.000 foot vuông (7.400 m2). Các cửa hàng đầu tiên được khai trương vào tháng 7 năm 2012, tại Chicago, Los Angeles, và Seattle; vị trí này rộng 160.000 foot vuông (15.000 m2) tại Boston là CityTarget lớn nhất và khai trương vào tháng 7 năm 2015. Cửa hàng TargetExpress quanh 14.000 đến 21.000 foot vuông (1.300 đến 2.000 m2); cửa hàng đầu tiên được mở tại Dinkytown gần Đại học Minnesota vào tháng 7 năm 2014. Các sản phẩm có thuộc tính định dạng linh hoạt này thường được bán trong các gói nhỏ hơn hướng tới khách hàng sử dụng phương tiện giao thông công cộng. Các địa điểm được xây dựng trong các cộng đồng đại học thường mang theo một khu nhà mở rộng gồm nội thất căn hộ và ký túc xá. Vào tháng 8 năm 2015, Target thông báo rằng họ sẽ đổi tên 9 cửa hàng CityTarget và 5 cửa hàng TargetExpress thành Target bắt đầu từ tháng 10 năm đó, quyết định rằng "Dù lớn hay nhỏ, các cửa hàng của chúng tôi đều có một điểm chung: tất cả đều là Target." Các cửa hàng định dạng nhỏ đầu tiên theo sơ đồ đặt tên thống nhất được mở vào cuối tháng đó tại Chicago, Rosslyn, San Diego và San Francisco. Công ty đã mở một cửa hàng 45.000 foot vuông (4.200 m2) tại phố Tribeca ở New York vào tháng 10 năm 2016. Trong cùng tháng đó, ba cửa hàng có quy mô tương tự khác mở tại Philadelphia, Cupertino, California và khu vực xung quanh Đại học Bang Pennsylvania. Target đã mở một cửa hàng 22.000 foot vuông (2.000 m2) tại Dobie Twenty21 của Austin, liền kề với khuôn viên UT Austin.

## Thương hiệu và công ty con
Tính đến năm 2018, Target có bốn công ty con: Target Brands, Inc., Target Capital Corporation, Target Enterprise, Inc., vàTarget General Merchandise, Inc.

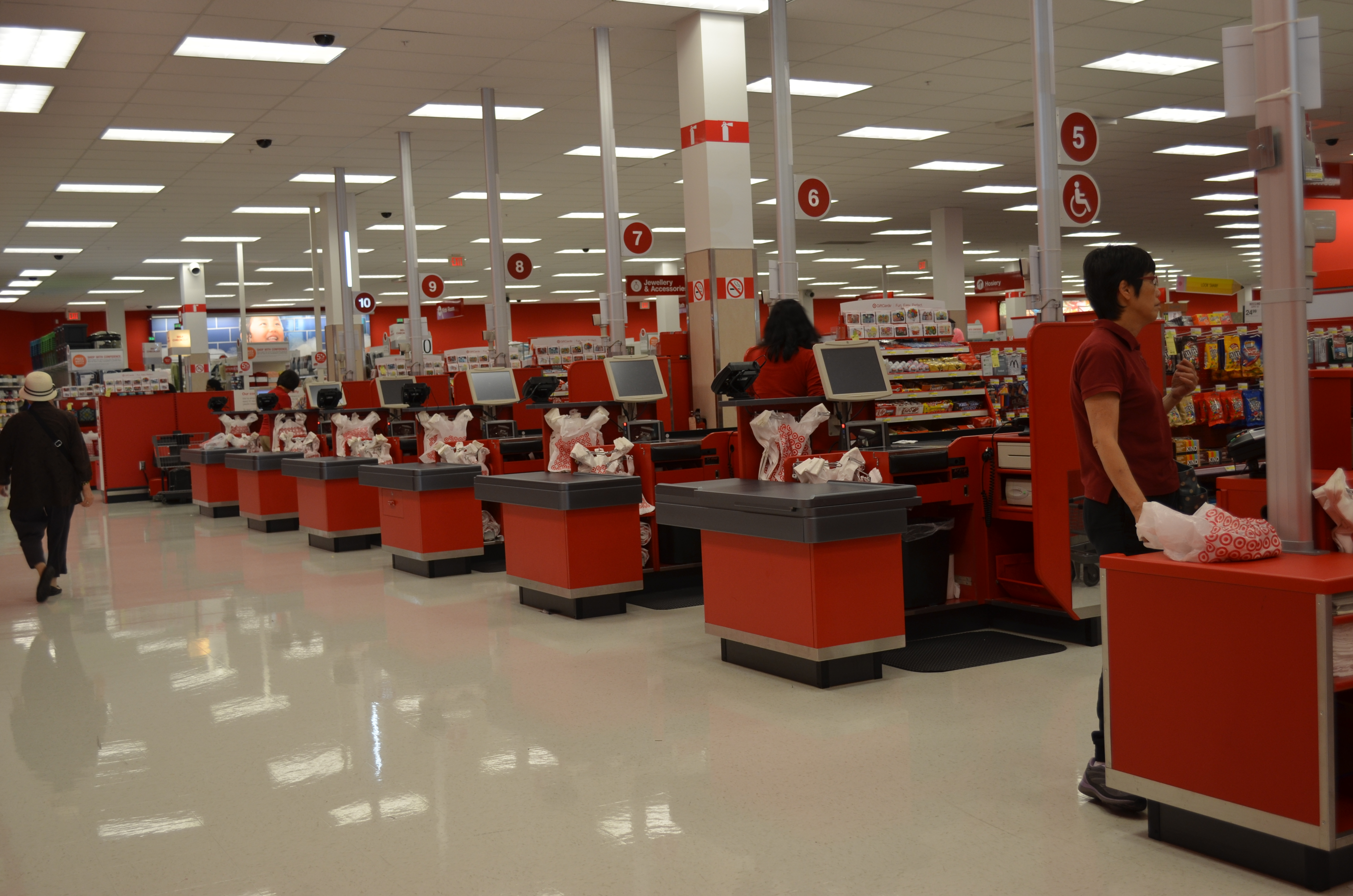
Máy tính tiền bên trong Target hiện đã đóng cửa (Cửa hàng #3609, trước đây là Zellers, sau này là Lowe's mở cửa vào năm 2016, đóng cửa năm 2019 và hiện là Canada Computers) ở Toronto, Ontario, Canada

### Dịch vụ Tài chính và Bán lẻ
Dịch vụ tài chính và bán lẻ (Financial and Retail Services, viết tắt là FRS), trước đây là Target Financial Services, phát hành thẻ tín dụng của Target, được gọi là Target REDcard (trước đây là Target Guest Card), được phát hành thông qua Target National Bank (trước đây là Retailers National Bank) cho người tiêu dùng và thông qua Target Bank cho các doanh nghiệp. FRS cũng giám sát số dư GiftCard. Target đã ra mắt thẻ ghi nợ PIN-x, Target Check Card, sau này được đổi tên thành Target Debit Card. Target Debit Card rút tiền từ tài khoản séc hiện tại của khách hàng và cho phép "hoàn lại tiền" lên tới 40 đô la. Thẻ ghi nợ cho phép khách tiết kiệm 5% cho mỗi lần mua hàng. Vào cuối năm 2017, Target đã thay thế khẩu hiệu REDcard, "Tiết kiệm 5% hôm nay, ngày mai và hàng ngày với Target REDcard", khi triển khai các lợi ích mới cho chủ sở hữu REDcard bằng cách cung cấp các sản phẩm độc quyền trên Target.com và đặt hàng trước với "Tiết kiệm hàng ngày. Độc quyền tiện ích."

### Nhãn hiệu riêng

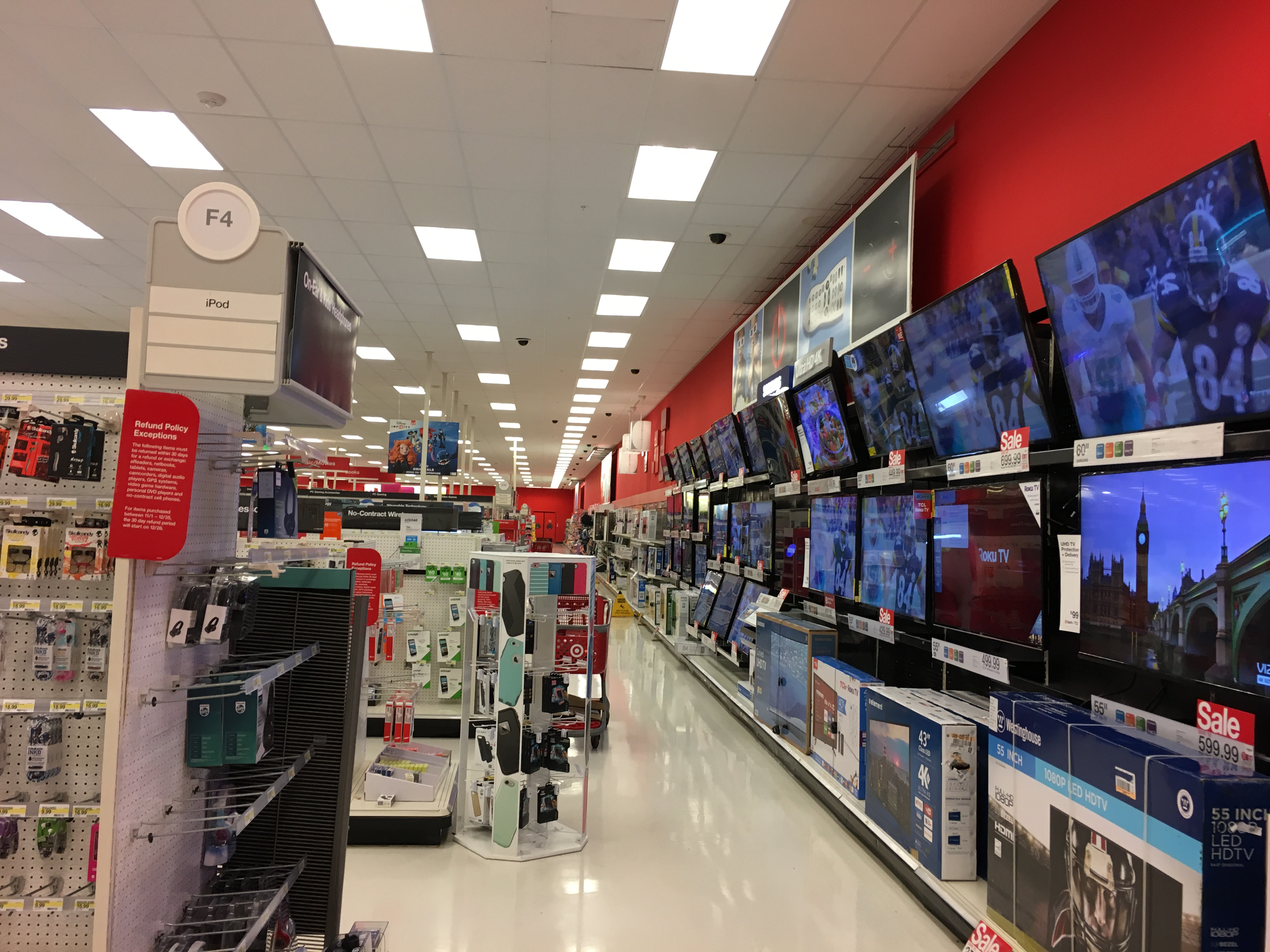
Cửa hàng điện tử bên trong Target ở Dublin, California (cửa hàng #2771)

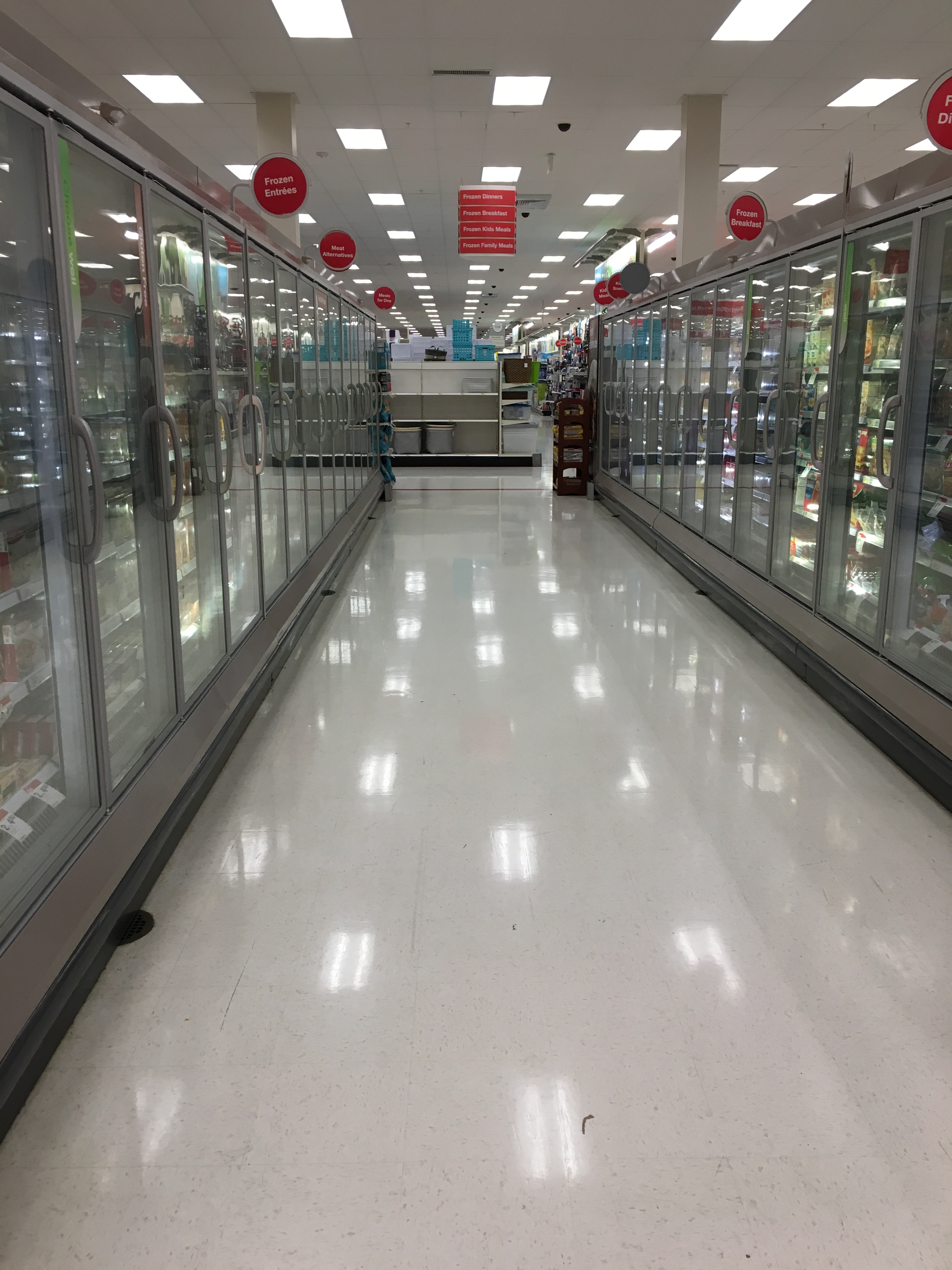
Cửa hàng tạp hóa bên trong Target ở Dublin, California (cửa hàng #2771)

Target Brands là bộ phận quản lý thương hiệu của công ty giám sát các sản phẩm mang nhãn hiệu riêng của công ty. Ngoài ra, chó Bullseye là linh vật của Target.
- Good & Gather, một thương hiệu thực phẩm và đồ uống, thay cho Archer Farms và Simply Balanced.[31]
- Market Pantry, sản phẩm tạp hóa cao cấp
- Sutton & Dodge, thịt cao cấp
- Boots & Barkley, dây chuyền cung cấp và thức ăn cho vật nuôi
- Embark, thiết bị cắm trại và du lịch dã ngoại
- Room Essentials, đồ gia dụng bình dân
- Brightroom, giải pháp lưu trữ
- Threshold, nội thất cao cấp
- Wondershop, thương hiệu trang trí giáng sinh
- Hyde and Eek, thương hiệu trang trí halloween
- Fieldcrest, chăn ga gối đệm và bồn tắm hợp tác với chủ sở hữu thương hiệu Iconix Brand Group
- up & up, cung cấp các mặt hàng thiết yếu, bao gồm các sản phẩm gia dụng, chăm sóc sức khỏe, làm đẹp, trẻ em và chăm sóc cá nhân.
- Xhilaration, sản phẩm đồ ngủ và nội y, cùng với đồ bơi.

Các nhãn hiệu riêng khác bao gồm các nhãn hiệu ra mắt vào tháng 7 năm 2016, trong thời gian bán hàng mùa tựu trường.
- Pillowfort, chăn ga gối trẻ em

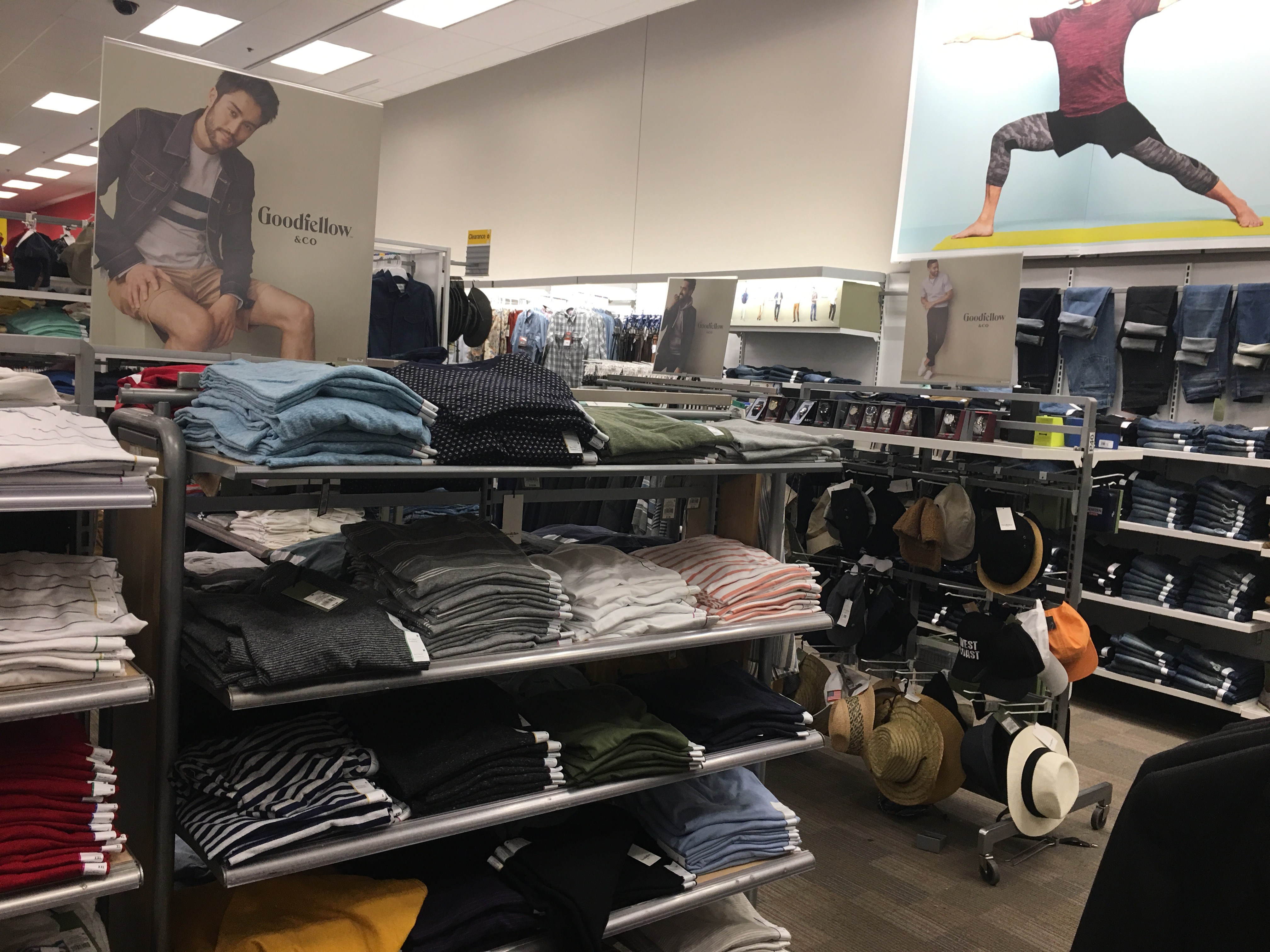
Quần áo Goodfellow & Co. tại một cửa hàng Target ở Gainesville, Florida (Cửa hàng #687).

- Cat and Jack, quần áo và phụ kiện dành cho trẻ em
- Cloud Island, sản phẩm chăn ga gối và quần áo trẻ em
- Project 62, hàng gia dụng chung với Room Essentials
- Goodfellow & Co.' quần áo và sản phẩm chăm sóc cá nhân dành cho nam giới, với cái tên thể hiện sự kính trọng đối với khởi đầu của họ là Goodfellow Dry Goods
- A New Day, quần áo dành cho phụ nữ
- JoyLab, quần áo thể dục dành cho nữ
- Hearth and Hand,  thương hiệu gia đình và phong cách sống, hợp tác với nhà thiết kế Joanna Gaines

Tám nhãn hiệu riêng của Target đã ra mắt vào năm 2018:
- Universal Thread, thương hiệu phong cách sống denim
- Opalhouse, trang trí nhà theo phong cách chiết trung
- Heyday, phụ kiện điện tử
- Original Use, thương hiệu quần áo nam nhắm đến thế hệ Z và thế hệ thiên niên kỷ
- Wild Fable, thương hiệu quần áo nữ hướng đến thế hệ Z
- Made By Design,  thương hiệu đồ gia dụng, bao gồm các sản phẩm cơ bản trong gia đình như khăn tắm, dụng cụ nấu ăn, đồ thủy tinh, đĩa, nồi, dụng cụ nhà bếp, v.v.
- Prologue, trang phục nữ tinh xảo
- Smartly, thương hiệu hàng hóa thiết yếu, bao gồm các sản phẩm gia dụng, chăm sóc sức khỏe, sắc đẹp và chăm sóc cá nhân

Ngoài ra, Target gần đây đã cho ra mắt ba nhãn hiệu quần áo nội y, kính râm và quần áo ngủ mới dành cho phụ nữ vào ngày 25 tháng 2 năm 2019:
- Auden, nhãn hiệu nội y và nội y độc quyền
- Stars Above, thương hiệu nội địa về đồ ngủ
- Colsie, nhãn hiệu nội y và kính mắt

Các thương hiệu cũ bao gồm:
- Cherokee, quần áo trẻ em và phụ nữ: Ngày 10 tháng 9 năm 2015, các cửa hàng Target thông báo rằng họ sẽ ngừng mang thương hiệu này khi mối quan hệ hợp tác với Cherokee Inc. hết hạn ngày 31 tháng 1 năm 2017. Nó đã được thay thế bằng Cat & Jack.
- Circo, quần áo trẻ em và trẻ nhỏ: Thương hiệu này đã được thay thế bởi Cat & Jack khi ra mắt.
- Merona, một thương hiệu quần áo được Target mua vào năm 1991
- Mossimo Supply Co., một dòng quần áo, hợp tác với chủ sở hữu thương hiệu Iconix Brand Group
- Gilligan & O'Malley sản phẩm nội y và quần áo ngủ đã ngừng sản xuất sau khi các thương hiệu Auden, Stars Above và Colsie ra mắt.

## Chuỗi cung ứng
Công ty vận hành bốn cơ sở để nhận các lô hàng từ các nhà sản xuất và nhà cung cấp ở nước ngoài. Chúng nằm gần các cảng tại Rialto, California; Savannah, Georgia; Lacey, Washington; và Suffolk, Virginia. Hàng hóa nhận được sẽ được gửi trực tiếp đến các Trung tâm phân phối khu vực. Các đơn đặt hàng qua Internet từ bộ phận Target Direct, hoạt động từ trang web Target.com, được xử lý bởi cơ sở ở Woodbury, Minnesota, với một số hỗ trợ từ Savannah, Georgia và các nhà cung cấp khác. Các trung tâm mới được mở tại Ontario, California và Tucson, Arizona, vào năm 2009. Năm 2021, trong thời kỳ Covid-19, các nhóm chuỗi cung ứng và kho hàng của Target đã tích cực làm việc để vận chuyển sản phẩm nhanh chóng và họ đã thuê hơn 30.000 thành viên nhóm chuỗi cung ứng làm việc quanh năm để củng cố nhóm của mình.

### Trung tâm phân phối

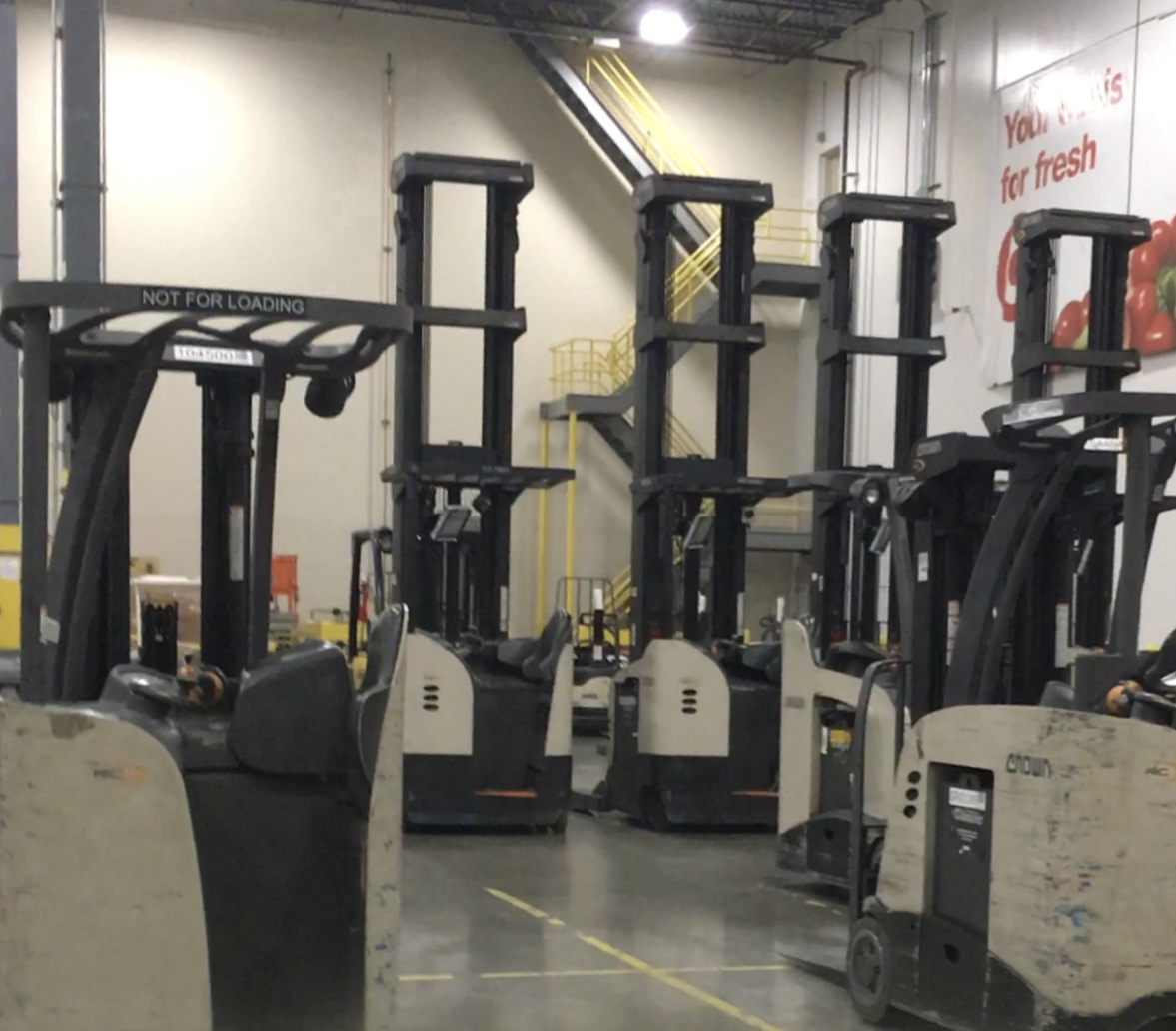
Xe nâng hàng tại trung tâm phân phối Target.
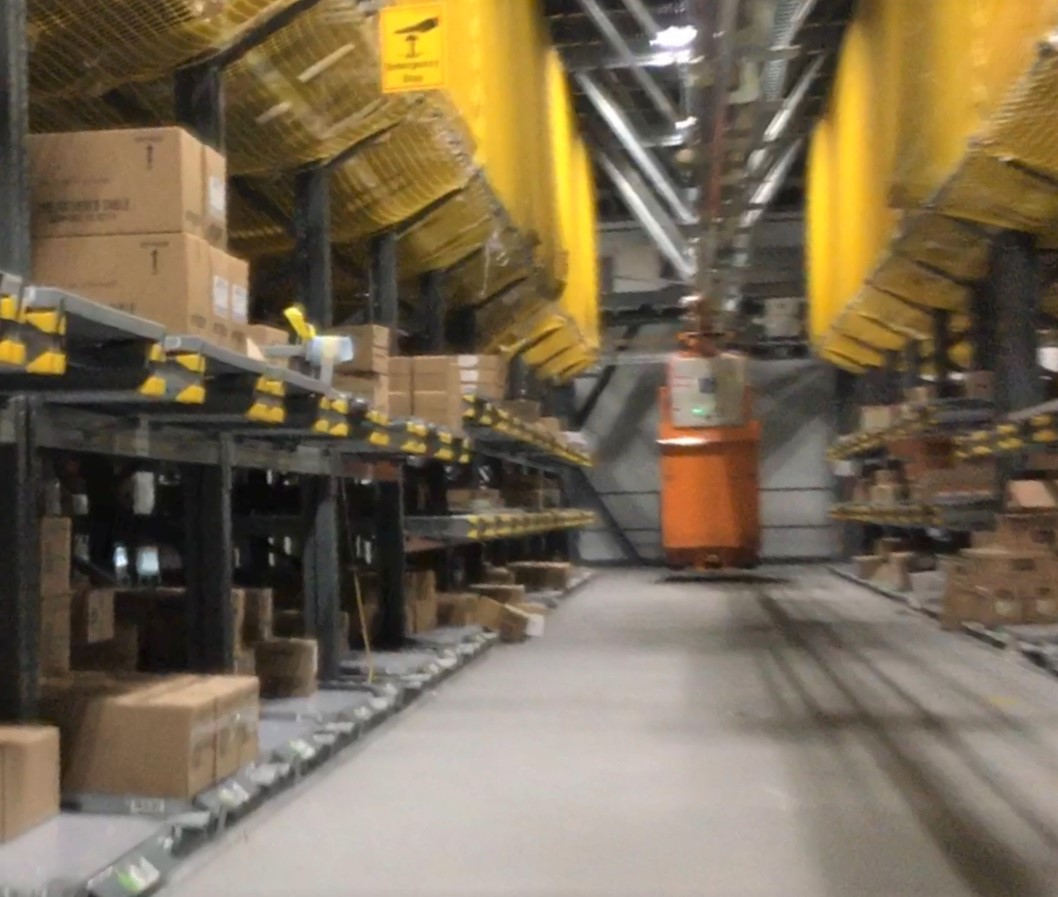
Trung tâm phân phối Target với hệ thống Swisslog CaddyPick.
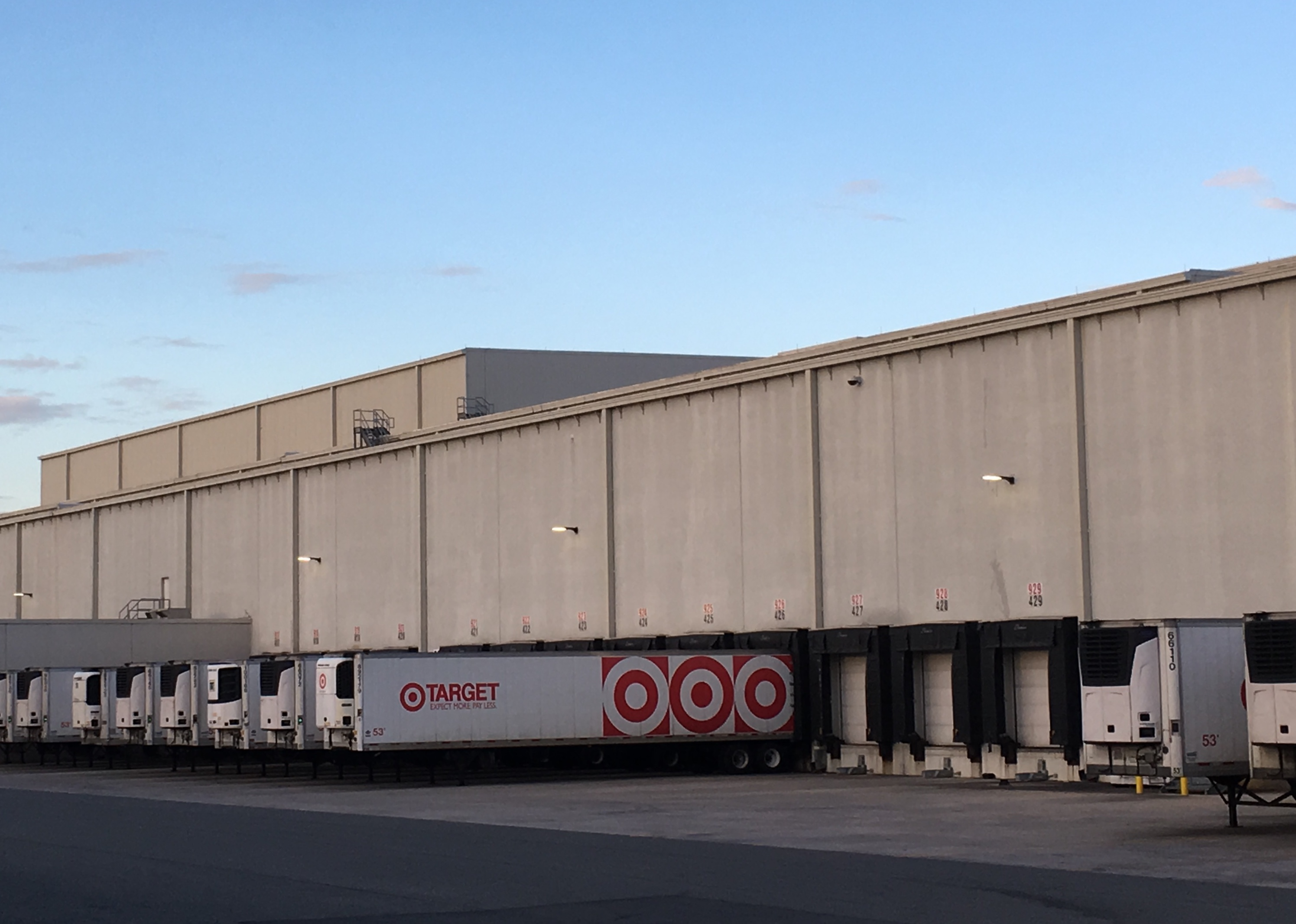
T-3892 Trung tâm phân phối thực phẩm Target ở Lake City, Florida.
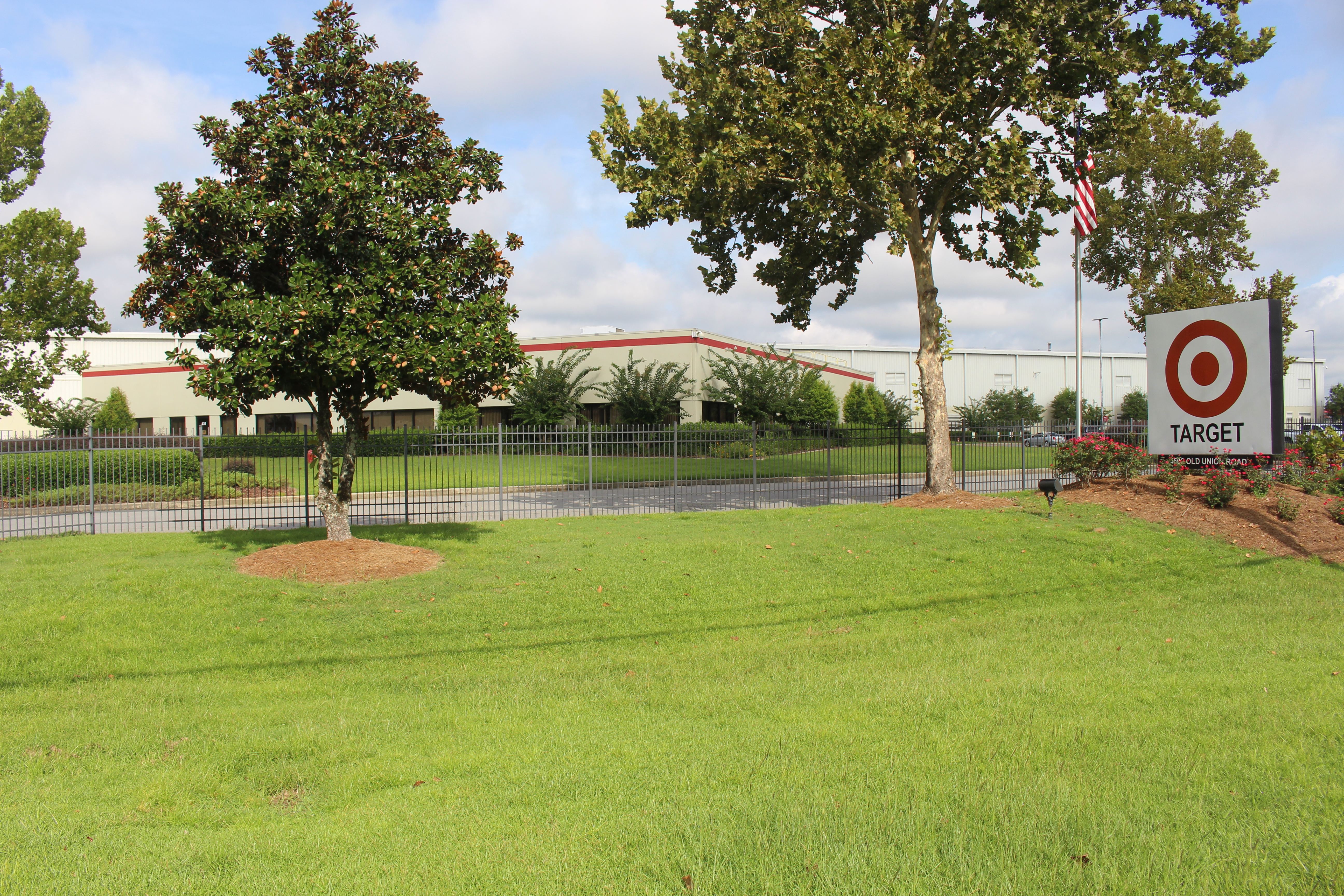
T-0556 Trung tâm phân phối khu vực Target ở Tifton, Georgia.

| Trung tâm phân phối | Loại | Vị trí                          |
| ------------------- | --- | ------------------------------- |
| T-580               | Khu vực | Madison, Alabama                |
| T-588               | Khu vực | Phoenix, Arizona                |
| T-9478              | Đơn hàng thương mại điện tử | Tucson, Arizona                 |
| T-0553              | Khu vực | Fontana, California             |
| T-9479              | Đơn hàng thương mại điện tử | Ontario, California             |
| T-3806              | Khu vực | Rialto, California              |
| T-3807              | Nhập hàng | Rialto, California              |
| T-3899              | Thực phẩm | Rialto, California              |
| T-0593              | Khu vực | Shafter, California             |
| T-0555              | Khu vực | Woodland, California            |
| T-0554              | Khu vực | Pueblo, Colorado                |
| T-3892              | Thực phẩm | Lake City, Florida              |
| T-3808              | Khu vực | Midway, Georgia                 |
| T-3862              | Khu vực | Lawrenceville, Georgia          |
| T-3810              | Nhập hàng | Savannah, Georgia               |
| T-0556              | Khu vực | Tifton, Georgia                 |
| T-3865              | - Flow Center, UDC, RDC, Thương mại điện tử - (Như Logan Township, NJ, T‑3857 đây là MFC thứ hai, thực hiện thương mại UDC, RDC, E‑và hồi hậu cần) | Chicago, Illinois               |
| T-3897              | Trung tâm hợp nhất | Elwood, Illinois                |
| T-9275              | Phân phối đặc biệt (SDC) | Joliet, Illinois                |
| T-3809              | Khu vực | DeKalb, Illinois                |
| –                   | Trung tâm hoàn trả | Indianapolis, Indiana           |
| T-0559              | Khu vực | Indianapolis, Indiana           |
| T-0590              | Khu vực | Cedar Falls, Iowa               |
| T-3895              | Thực phẩm | Cedar Falls, Iowa               |
| T-3803              | Khu vực | Topeka, Kansas                  |
| T-0587              | Khu vực | Galesburg, Michigan             |
| T-0551              | Khu vực | Fridley, Minnesota              |
| T-9407              | Đơn hàng thương mại điện tử | Woodbury, Minnesota             |
| T-3844              | Đơn hàng thương mại điện tử | Perth Amboy, New Jersey         |
| T-3857              | Flow Center, UDC, RDC, Thương mại điện tử | Logan Township, New Jersey      |
| T-9156              | Đơn hàng thương mại điện tử | Burlington, New Jersey          |
| T-3802              | Khu vực | Amsterdam, New York             |
| T-0579              | Khu vực | Wilton, New York                |
| T-3811              | Khu vực | Newton, North Carolina          |
| T-3880              | Thực phẩm | West Jefferson, Ohio            |
| T-3804              | Khu vực | West Jefferson, Ohio            |
| T-0558              | Khu vực | Albany, Oregon                  |
| T-0589              | Khu vực | Chambersburg, Pennsylvania      |
| –                   | Đơn hàng thương mại điện tử | York, Pennsylvania              |
| T-3863              | Trung tâm phân loại | King of Prussia, Pennsylvania   |
| T-0594              | Khu vực | Lugoff, South Carolina          |
| T-3866              | Trung tâm phân loại | Austin, TX (opened late 2021)   |
| T-3861              | Trung tâm phân loại và Thương mại điện tử | Dallas, Texas (opened 2022)     |
| T-3897              | Thực phẩm | Denton, Texas                   |
| T-3859              | Khu vực | Houston, Texas (opened in 2022) |
| T-3801              | Khu vực | Midlothian, Texas               |
| T-0578              | Khu vực | Tyler, Texas                    |
| T-0560              | Khu vực | Stuarts Draft, Virginia         |
| T-3800              | Nhập hàng | Suffolk, Virginia               |
| T-0600              | Nhập hàng | Lacey, Washington               |
| T-0557              | Khu vực | Oconomowoc, Wisconsin           |

## Tình hình tập đoàn

### Trụ sở chính

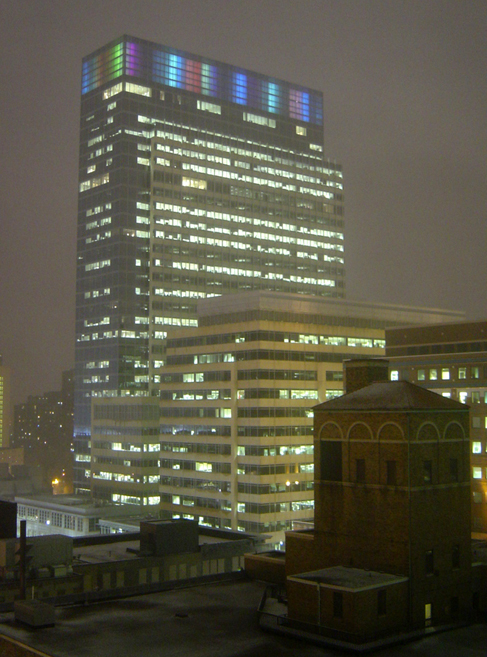
Target Plaza South, một phần của khu phức hợp trụ sở Tập đoàn Target ở trung tâm thành phố Minneapolis, Hoa Kỳ: Tòa nhà ban đầu có Target Light System,, được tạo ra bằng cách sử dụng các ống đèn 3M, nhưng đã được thay thế bằng đèn LED tiết kiệm năng lượng hơn vào năm 2011.

Target Corporation có trụ sở chính tại Nicollet Mall ở Minneapolis gần địa điểm của cửa hàng Goodfellows ban đầu. Khu phức hợp bao gồm Target Plaza North và Target Plaza South. Ryan Companies đã phát triển khu phức hợp và Ellerbe Becket là kiến trúc sư. Target đã phát triển khu phức hợp trị giá khoảng 260 triệu đô la để cung cấp một địa điểm làm văn phòng cho 6.000 nhân viên. Target Plaza North cao 14 tầng có diện tích văn phòng và bán lẻ 600.000 foot vuông (56.000 m2), trong khi Target Plaza South 32 tầng có diện tích 1.250.000 foot vuông (116.000 m2).
Brian Cornell là Giám đốc điều hành của Tập đoàn Target. Tháng 1 năm 2016, Cornell bắt đầu thực hiện các chuyến thăm tận nhà nhằm nỗ lực hiểu rõ hơn nhu cầu và mong muốn của khách hàng.
Ngày 26 tháng 8 năm 2020, tòa nhà trụ sở đã bị đột nhập và hư hại trong bạo loạn tin đồn thất thiệt ở Minneapolis. Ba cư dân Minnesota sau đó đã bị kết tội phóng hỏa vì đã đốt phá nội thất tòa nhà trong cuộc bạo động.

### Tính đa dạng hóa
Tháng 9 năm 2020, Target đã xuất bản "Báo cáo về sự đa dạng của lực lượng lao động" cho thấy 50% trong số 350 nghìn nhân viên của Target là người da màu và hơn một nửa là phụ nữ. Báo cáo cũng cho biết trong đội ngũ lãnh đạo tập đoàn, người da màu chiếm 24% đội ngũ và 42% là phụ nữ. Ở cấp độ bán lẻ, 33% cửa hàng được người da màu quản lý, với hơn một nửa vị trí quản lý là phụ nữ.

### Hoạt động từ thiện
Trong các thảm họa, Target là nhà tài trợ chính cho các nỗ lực cứu trợ. Target đã cung cấp tiền quyên góp và sản phẩm trong khủng bố 11 tháng 9; công ty cũng quyên góp tiền cho các nỗ lực cứu trợ sóng thần năm 2004 ở Nam Á và quyên góp 1,5 triệu đô la Mỹ (US) cho Hội chữ thập đỏ Hoa Kỳ sau hậu quả của Bão Katrina năm 2005. Công ty cũng cho phép sử dụng các tài sản cửa hàng của mình trong khu vực bị ảnh hưởng làm trung tâm chỉ huy cho các tổ chức cứu trợ và các vật tư quyên góp như nước và bình xịt côn trùng.
Target thường tặng hàng hóa không sử dụng, bị trả lại hoặc qua mùa (đặc biệt là quần áo) cho Goodwill Industries.

### Hồ sơ môi trường
Target có hơn 700 sản phẩm hữu cơ và thay thế từ các thương hiệu như Archer Farms, Burt's Bees và Method Products. Họ cũng bán quần áo làm từ bông hữu cơ, chất tẩy rửa không độc hại, thiết bị điện tử và ánh sáng năng lượng thấp, mỹ phẩm không độc hại và không được thử nghiệm trên động vật cũng như đồ nội thất làm từ vật liệu tái chế. Tính đến  tháng 6 năm 2007, Target đã và đang cung cấp túi mua sắm có thể tái sử dụng để thay thế cho túi nhựa dùng một lần. Thẻ quà tặng được làm từ nhựa làm từ ngô. Tất cả bao bì của cửa hàng được thực hiện với tùy chọn bìa cứng/vỏ nhựa đã sửa đổi và bọc nhựa tự hủy hoàn toàn.
Ngày 5 tháng 12 năm 2018, Biện lý O'Malley của Quận Alameda đã tuyên bố phạt Target 7,4 triệu đô la vì đã bỏ rác thải điện tử bất hợp pháp, vật tư y tế và thông tin cá nhân vào thùng rác.

### Quyền riêng tư của khách hàng
Tháng 12 năm 2013, việc vi phạm dữ liệu hệ thống của Target đã ảnh hưởng tới 110 triệu khách hàng. Thông tin khách hàng bị xâm phạm bao gồm tên, số điện thoại, email và địa chỉ gửi thư. Tháng 3 năm 2015, Target đã đạt được thỏa thuận giải quyết vụ kiện tập thể với người tiêu dùng bị ảnh hưởng với số tiền 10 triệu đô la (cộng với phí luật sư kiện tập thể). Tháng 5 năm 2016, Target đã dàn xếp với các ngân hàng và hiệp hội tín dụng bị ảnh hưởng với số tiền 39 triệu đô la (cộng với phí luật sư kiện tập thể), trong đó 19 triệu đô la sẽ được giải ngân bởi chương trình MasterCard.

## Hoạt động quốc tế
Target chỉ hoạt động ở Hoa Kỳ tính đến năm 2022, tuy nhiên, trước đây Target từng cố gắng đưa các cửa hàng đến Canada. Do đó, các công ty và nhãn hiệu khác dưới tên "Target" bên ngoài Hoa Kỳ không thuộc sở hữu của Tập đoàn Target.
Có một công ty ở Úc có cùng logo và cùng tên, nhưng các cửa hàng này không liên quan. Có thể việc sao chép nhãn hiệu là hợp pháp hoặc cả hai công ty đều có cùng tên và logo một cách trùng hợp ngẫu nhiên, vì logo của nhãn hiệu Target Australia và Target Corporation là những lựa chọn rõ ràng cho tên "Target" . Cả Target Australia và Target Corporation đều là tên và thiết kế lại thương hiệu của các cửa hàng cũ hơn, cũng không liên quan.

## Bản sắc doanh nghiệp

### Biểu trưng

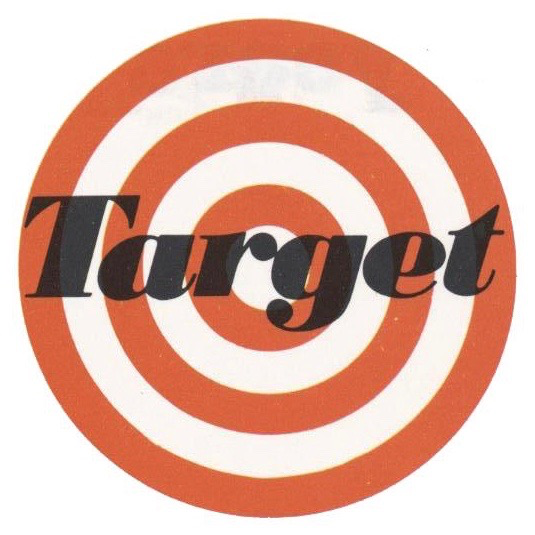
Target logo, 1962–1968
Target logo, 1968–nay
Target logo, được sử dụng làm logo chính từ 1968–2004 và logo phụ từ 2004–2018
Target logo, 2004–2018
Target logo, 2018–present
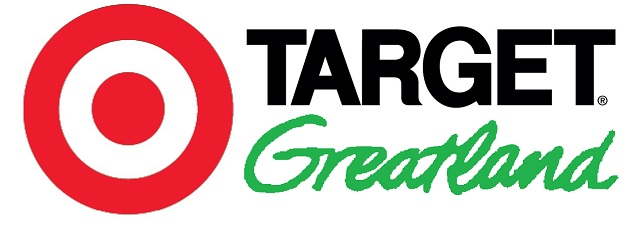
Target Greatland logo, 1990–2006
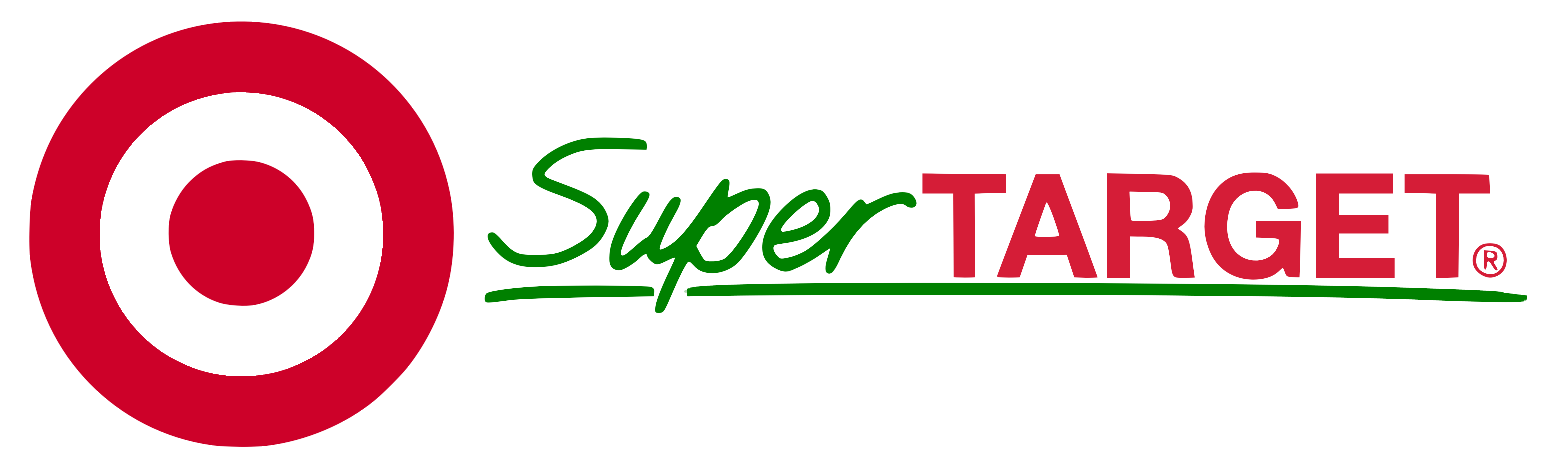
SuperTarget logo nguyên bản, 1995–2006
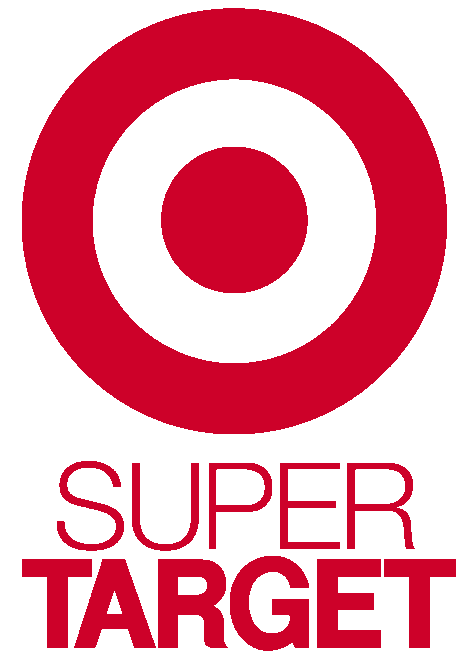
SuperTarget logo thứ hai, 2006–2018
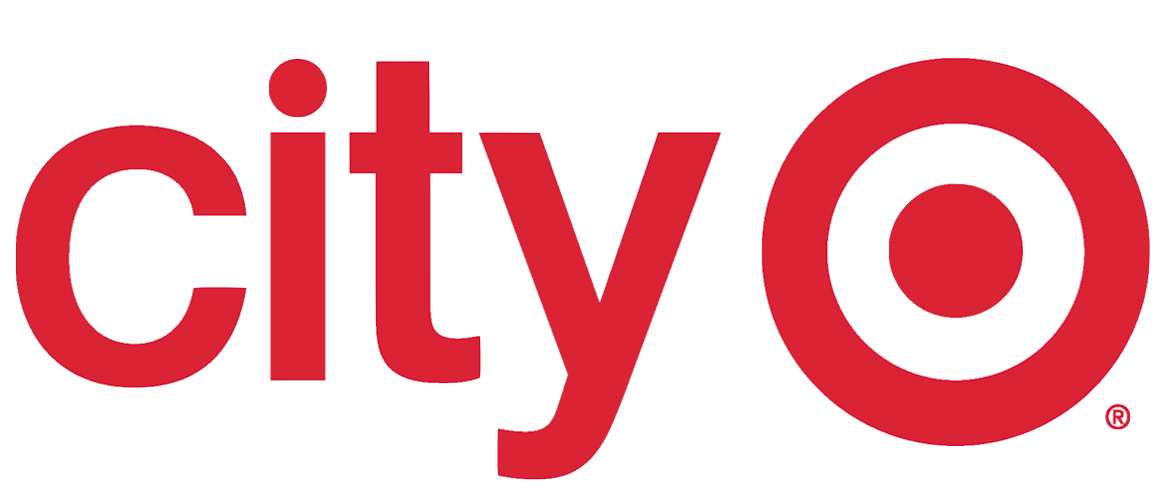
CityTarget logo, 2012–2015
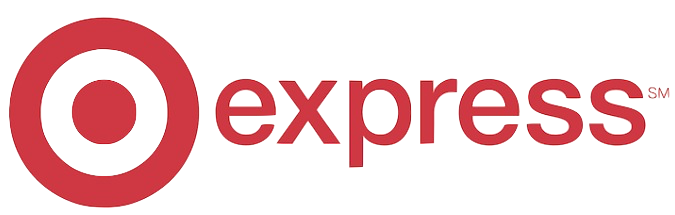
TargetExpress logo, 2014–2015
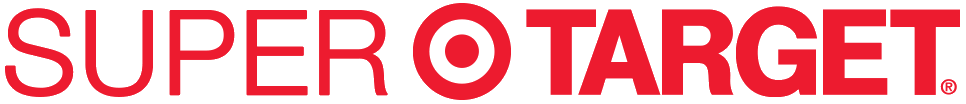
Super Target logo, 2004–2018

### Khác biệt so với đối thủ cạnh tranh
Kể từ khi thành lập, công ty đã có ý định tạo sự khác biệt cho các cửa hàng với các đối thủ cạnh tranh bằng cách cung cấp những gì công ty tin là hàng hóa cao cấp hơn, bắt kịp xu hướng với chi phí thấp hơn, thay vì khái niệm truyền thống là tập trung vào hàng giá rẻ. Douglas J. Dayton, một trong những anh em nhà Dayton, đã giải thích khái niệm của John Geisse:
| “ | "Chúng tôi sẽ cung cấp hàng hóa chất lượng cao với tỷ suất lợi nhuận thấp vì chúng tôi đang cắt giảm chi phí. Chúng tôi muốn làm điều này hơn là thổi phồng việc giảm giá mạnh đối với hàng hóa giá rẻ." | ” |

Do đó, các cửa hàng Target có xu hướng thu hút khách hàng trẻ tuổi hơn Walmart, trong số các đối thủ cạnh tranh khác. Độ tuổi trung bình của người mua sắm tại Target là 40 tuổi, là độ tuổi trẻ nhất trong số tất cả các nhà bán lẻ giảm giá lớn mà Target cạnh tranh trực tiếp. Thu nhập hộ gia đình trung bình cơ sở khách hàng của Target là khoảng 64.000 đô la. Khoảng 76% khách hàng của Target là nữ và hơn 43% có con ở nhà. Khoảng 80% đã học đại học và 57% đã hoàn thành đại học.
Hầu hết các cửa hàng Target không phát nhạc, nhưng có thể điều đó thay đổi từ năm 2017 bằng quy trình đổi thương hiệu.

### Dòng sản phẩm và quan hệ đối tác
Target có nhiều giao dịch độc quyền với nhiều nhà thiết kế và thương hiệu tên tuổi khác nhau, bao gồm công ty thiết kế Phần Lan Marimekko; kiến trúc sư Michael Graves; công ty quần áo thể thao Converse; Nhà thiết kế đồ lót Pair of Thieves có trụ sở tại Portland; Nhãn hiệu thời trang Ý Fiorucci; nhà thiết kế thời trang Lilly Pulitzer, Liz Lange, Mossimo Giannulli, và Isaac Mizrahi. Để nâng cao hơn nữa hồ sơ thời trang, Target cũng tạo ra dòng Go International hướng tới thời trang, thuê các nhà thiết kế nổi tiếng thiết kế các bộ sưu tập chỉ có sẵn trong vài tháng.
Đôi khi các nhà sản xuất sẽ tạo ra các mặt hàng có màu đỏ dành riêng cho Target. Năm 2002, Nintendo đã sản xuất một biến thể phiên bản đặc biệt màu đỏ của Game Boy Advance, có logo Target phía trên màn hình.
Tháng 2 năm 2021, Target thông báo mở "cửa hàng Apple nhỏ" tại một số nơi.

## Dịch vụ mục tiêu
Năm 2006, The Washington Post tiết lộ Target đang điều hành hai phòng thí nghiệm pháp y hình sự, một ở trụ sở chính và một ở Las Vegas. Ban đầu, phòng thí nghiệm được thành lập với vai trò điều tra các trường hợp trộm cắp, lừa đảo nội bộ và các hành động tội phạm khác xảy ra trên chính tài sản của phòng thí nghiệm. Cuối cùng, công ty bắt đầu cung cấp các dịch vụ pro bono cho các cơ quan thực thi pháp luật trên toàn quốc. Dịch vụ Pháp y của Target đã hỗ trợ các cơ quan ở tất cả các cấp chính quyền, bao gồm các cơ quan liên bang như Cục Rượu, Thuốc lá, Súng và Chất nổ, Cục Điều tra Liên bang và Cơ quan Mật vụ Hoa Kỳ.

## Chỉ trích và tranh cãi

### Mối quan tâm về động vật
Năm 2011, Mercy for Animals, một tổ chức phi lợi nhuận chuyên ngăn chặn hành vi tàn ác đối với động vật nuôi, thúc đẩy các chính sách và lựa chọn thực phẩm nhân ái, đã phát hiện ra vụ lạm dụng động vật tại một nhà cung cấp trứng Target khu Sparboe Farms.
Cuộc điều tra đã nhận được sự chú ý của giới truyền thông quốc tế; phát sóng đầu tiên trên Good Morning America của ABC, World News Tonight with Diane Sawyer, và 20/20. Do cuộc điều tra và sự phản đối kịch liệt của công chúng sau đó, Target đã ngay lập tức chấm dứt mối quan hệ với công ty. Tháng 1 năm 2016, Target Corp. thông báo họ sẽ ngừng sử dụng trứng từ những con gà mái nhốt trong lồng và hoàn toàn không sử dụng lồng vào năm 2025.

### LGBTQ
Ngôi sao nhạc pop Lady Gaga dự kiến sẽ cung cấp cho cửa hàng một phiên bản mở rộng độc quyền của album sắp phát hành là Born This Way, nhưng cô đã kết thúc thỏa thuận ngay sau khi phát hiện ra Giám đốc điều hành Gregg Steinhafel đã quyên góp cho một nhóm hành động chính trị ủng hộ một ứng cử viên chống đồng tính. Target đã xin lỗi và bắt đầu hỗ trợ từ bên ngoài cho cộng đồng LGBTQ. Năm 2012, công ty bắt đầu bằng việc dự trữ hàng hóa niềm tự hào đồng tính và quyên góp một nửa lợi nhuận cho GLSEN. Năm 2014, công ty bắt đầu giới thiệu các cá nhân và cặp đôi LGBTQ trong quảng cáo quốc gia. Năm 2015, Target ra mắt chiến dịch #takepride hợp tác với GLSEN để sản xuất một bộ phim tài liệu nhỏ kỷ niệm 25 năm thành lập. Target tài trợ cho nhiều tổ chức phi lợi nhuận của LGBTQ bao gồm Chiến dịch Nhân quyền, GLSEN, GLAAD, Hội đồng Bình đẳng Gia đình, NGLCC và Viện Williams. Trong ba năm qua, Target đã là nhà tài trợ chính cho Spirit Day của GLAAD. Năm 2017, Target là đối tác sáng lập của Pride Youth thuộc Thành phố New York. Target đã được Người tiêu dùng LGBTQ xếp hạng là thương hiệu yêu thích trong năm 2016 & 2017 theo Khảo sát cộng đồng LGBT hàng năm lần thứ 10 và 11 của Community Marketing Inc. Target có số điểm 100 trên Chỉ số Bình đẳng Doanh nghiệp của Chiến dịch Nhân quyền cho các chính sách và thực hành của công ty phù hợp với nhân viên đồng tính nữ, đồng tính nam, song tính, chuyển giới và đồng tính luyến ái. Năm 2019, Target đã quyên góp 100.000 đô la cho GLSEN.

### Sử dụng dữ liệu của người tiêu dùng
Ngày 12 tháng 2 năm 2012, The New York Times đã xuất bản một bài báo mô tả chi tiết một mô hình thống kê mà Target đã triển khai, mô hình này sử dụng dữ liệu khách hàng để gán cho khách một "điểm dự đoán khả năng mang thai". Bài báo này kể về một người cha đã phàn nàn với người quản lý cửa hàng về việc cô con gái tuổi teen của mình nhận được phiếu giảm giá liên quan đến việc mang thai và sau đó phát hiện ra rằng con gái mình thực sự đang mang thai. Giai thoại này đã nhận bị đưa tin rộng rãi trên các phương tiện truyền thông khác. Phản ứng dữ dội của công chúng tập trung vào những lo ngại về quyền riêng tư xung quanh việc các công ty sử dụng kỹ thuật khai thác dữ liệu để suy ra thông tin nhạy cảm về khách hàng, cũng như những nỗ lực được cho là che giấu ảnh hưởng của mô hình bằng cách xen kẽ các phiếu giảm giá liên quan đến mang thai trong quảng cáo hàng gia dụng nói chung. Target đã phản hồi bằng cách bảo vệ chương trình phân tích khách hàng của mình và tuyên bố rằng kết quả suy luận tuân thủ luật thông tin y tế của liên bang và tiểu bang.

### "Chính sách nhà vệ sinh" và tẩy chay

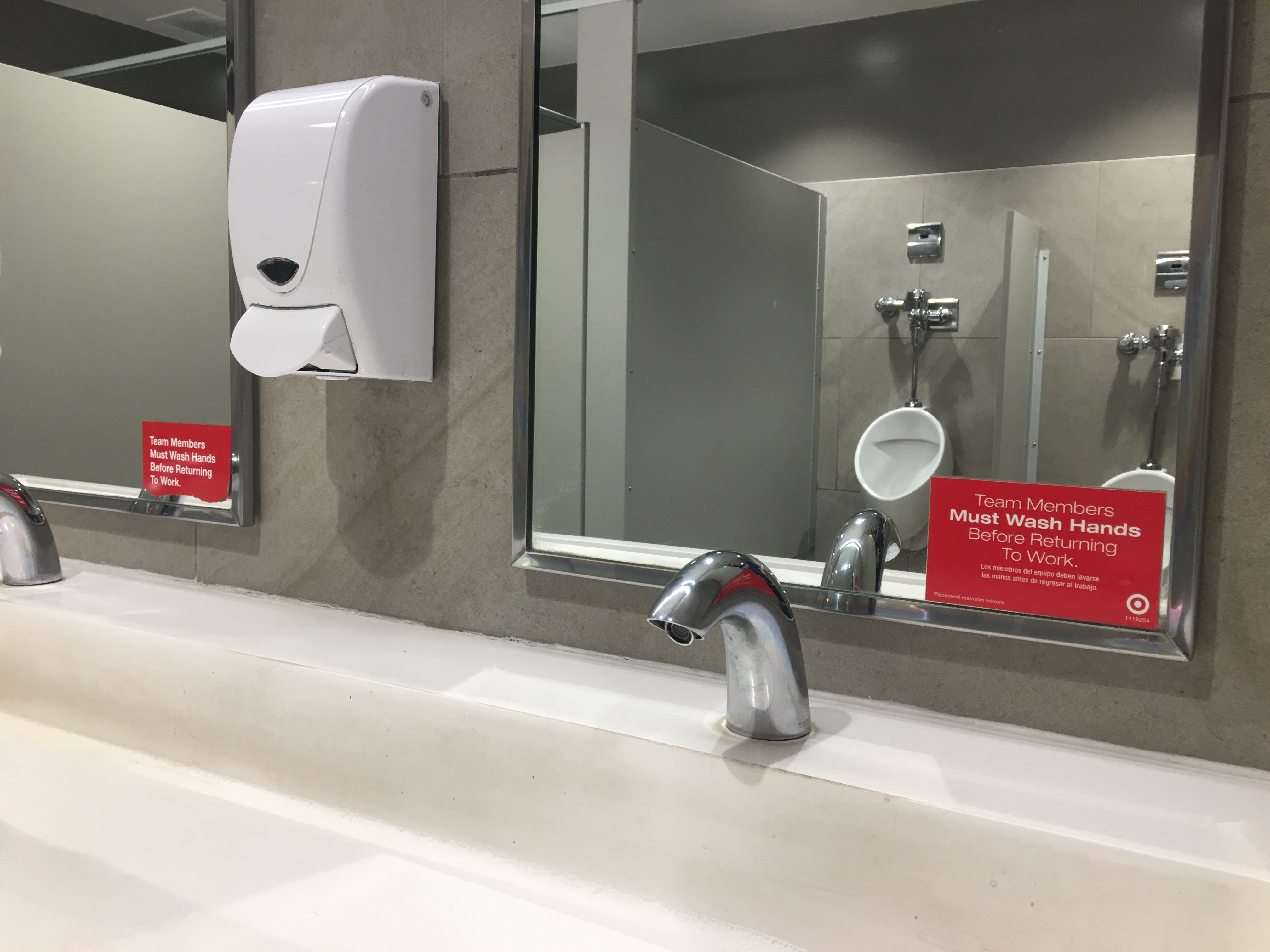
Nhà vệ sinh tại một cửa hàng Target.

Tháng 4 năm 2016, Target thông báo trên trang web rằng họ sẽ cho phép khách hàng và nhân viên chuyển giới sử dụng nhà vệ sinh cùng với các khu vực thay đồ tương ứng với giới tính mà họ xác định, trừ khi luật pháp địa phương yêu cầu khác. Thông báo có đoạn: "Chúng tôi tin rằng tất cả mọi người—mọi thành viên trong nhóm, mọi khách mời và mọi cộng đồng—đều xứng đáng được bảo vệ khỏi sự phân biệt đối xử và được đối xử bình đẳng. Nhất quán với niềm tin này, Target ủng hộ Đạo luật Bình đẳng liên bang nhằm bảo vệ các cá nhân LGBT và phản đối hành động cho phép phân biệt đối xử. Trong các cửa hàng của mình, chúng tôi thể hiện cam kết của mình đối với trải nghiệm toàn diện theo nhiều cách. Phù hợp nhất với các cuộc trò chuyện hiện đang diễn ra, chúng tôi hoan nghênh các thành viên trong nhóm chuyển giới và khách sử dụng nhà vệ sinh hoặc phòng thử đồ tương ứng với bản sắc giới tính của họ." The New York Times gọi đây là "bước nhảy vọt nhất của một nhà bán lẻ tầm cỡ quốc gia". Để đáp lại, Hiệp hội Gia đình Hoa Kỳ (American Family Association, viết tắt là AFA) đã phát động một cuộc tẩy chay trên toàn quốc; đến ngày 28 tháng 4, khoảng một triệu người đã ký vào bản kiến nghị của AFA. Vào khoảng thời gian công khai về chính sách này, các cuộc thăm dò đã báo cáo rằng tỷ lệ người tiêu dùng sẽ giảm từ 42% xuống còn 38% cho biết họ sẽ mua sắm tại Target. Vào giữa tháng 5, Giám đốc điều hành Cornell cho biết cuộc tẩy chay đã ảnh hưởng đến "chỉ một số ít cửa hàng trên toàn quốc". Một số nhà quan sát, chẳng hạn như Phil Wahba của Fortune, tin rằng chính sách nhà vệ sinh của Target có thể đã khiến Target giảm một phần lưu lượng người mua hàng trong quý hai của năm 2016.
Ngày 17 tháng 8, Target thông báo sẽ bổ sung nhà vệ sinh thứ ba, riêng biệt, có khóa đơn tại nhiều cửa hàng của mình. Năm 2017, Cornell tuyên bố không biết hoặc đã phê duyệt chính sách này trước khi nó được ban hành. Chính sách này đã tiêu tốn của doanh nghiệp 20 triệu đô la Mỹ và khiến doanh số bán hàng giảm gần 6% trong ba quý sau đó.

### Không AED trong cửa hàng
Vào năm 2014, Tòa án Tối cao California đã phán quyết rằng các cửa hàng Target không có nghĩa vụ bắt buộc phải có máy tự động khử rung tim ngoài (Automated external defibrillator, viết tắt là AED) trong các cửa hàng cho mục đích sơ cứu. Quyết định này được đưa ra sau khi một phụ nữ 49 tuổi chết sau một cơn đau tim trong một cửa hàng Target, và hai thành viên trong gia đình đã đệ đơn kiện về cái chết oan uổng.

### Từ chối lưu kho album sau khi phát hành kỹ thuật số
Ban đầu Target từ chối bán Channel Orange của Frank Ocean và Beyoncé của album cùng tên, do những đĩa hát đó trở thành có sẵn cho nhà bán lẻ kỹ thuật số, như iTunes, trước khi các bản sao thực được sản xuất. Các đại diện của Target lập luận rằng làm như vậy sẽ ảnh hưởng đến mức độ bán chạy của những đĩa hát đó tại các cửa hàng Target và việc lưu trữ chúng có thể khiến tập đoàn thua lỗ.

## Tài trợ chính

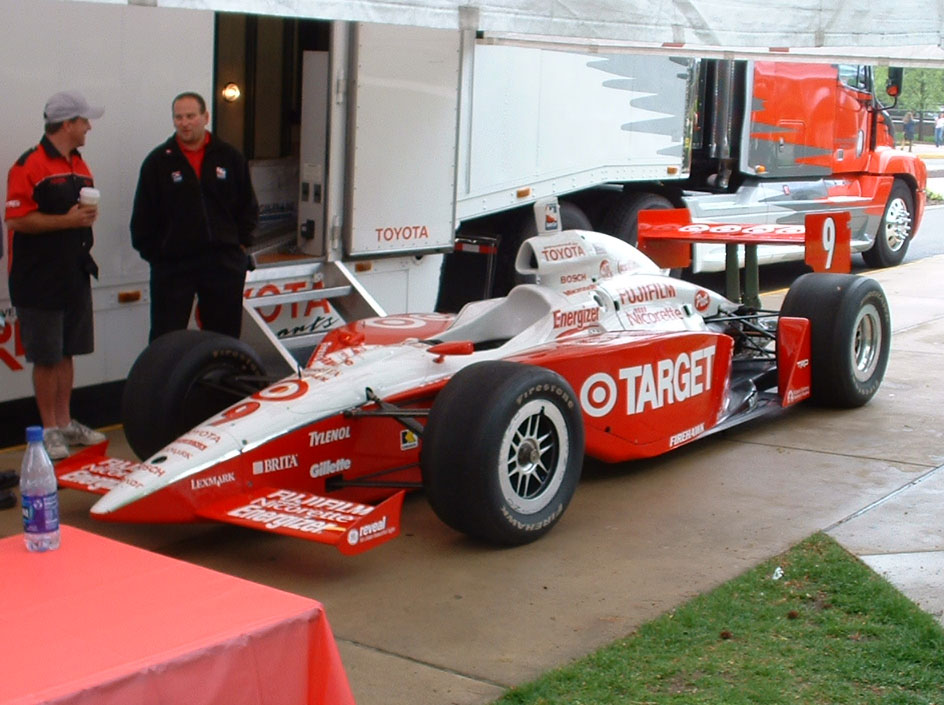
Target Chip Ganassi Racing IndyCar trong Đại học Purdue

### Sự kiện
- Target thường hỗ trợ các chương trình trao giải lớn, chẳng hạn như Emmy, Quả cầu vàng, Grammy và Oscars.[100]
- Target Corporation là nhà tài trợ chính của Minneapolis Aquatennial hàng năm, nơi tổ chức Target Fireworks Show, buổi trình diễn pháo hoa hàng năm lớn nhất ở phía tây Sông Mississippi và là buổi trình diễn pháo hoa hàng năm lớn thứ tư ở Hoa Kỳ Những.[101]
- Target là nhà tài trợ cho sự kiện thả Quả cầu Quảng trường Thời đại vào dịp năm mới 2006–2007 và in biểu tượng trên hoa giấy được thả trong lễ kỷ niệm, cũng như kính "2007" được thiết kế đặc biệt.[102]

### Thể thao

#### Minnesota United FC

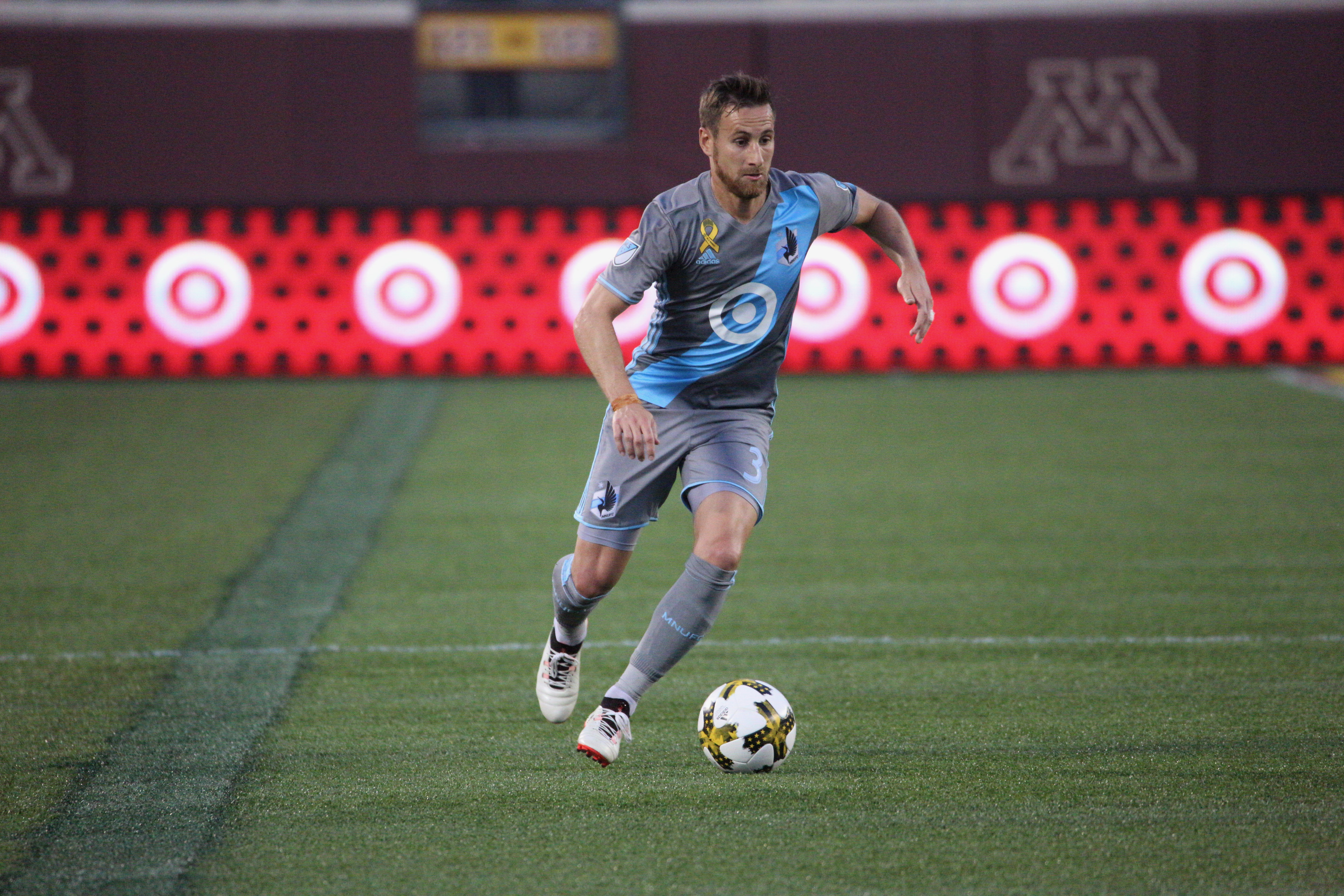
Cầu thủ Minnesota United FC có logo của Target trên áo thi đấu và trên bảng quảng cáo của sân vận động

Tháng 1 năm 2017, Minnesota United FC, một đội bóng tại giải Major League Soccer mở rộng ra mắt cho mùa giải 2017, đã thông báo Target sẽ là nhà tài trợ trang phục thi đấu của đội, cũng như tài trợ cho MLS tổng thể. Điều này mang lại một trong những nhà tài trợ lớn nhất trong giải đấu, đặc biệt là cho một đội mở rộng xuất hiện lần đầu. Nhóm cũng có lợi thế là có một thương hiệu quê nhà lớn, nổi tiếng so với một tổ chức bên ngoài khu vực, bên cạnh lợi ích tài chính của một nhà tài trợ lớn như vậy.

#### Thể thao mạo hiểm
Target tài trợ tay đua mô tô tự do chuyên nghiệp Nate Adams, vận động viên trượt tuyết/trượt ván chuyên nghiệp Shaun White, vận động viên trượt ván chuyên nghiệp Paul Rodriguez, tay đua BMX chuyên nghiệp Mat Hoffman, và tay lướt sóng chuyên nghiệp Kolohe Andino.

#### Mô tô
Target tài trợ cho nhà vô địch Motocross và Supercross Ryan Dungey.

#### Chip Ganassi Racing

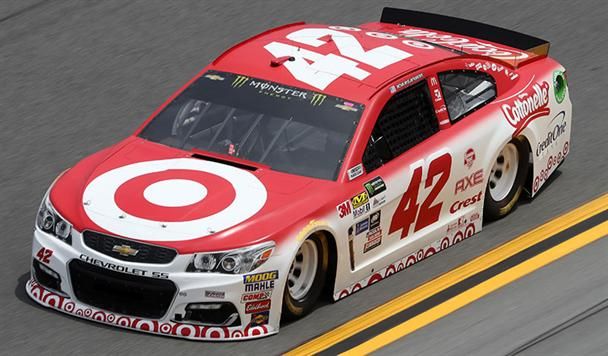
Chiếc xe Target do tay đua Chip Ganassi Racing là Kyle Larson điều khiển trong Monster Energy NASCAR Cup Series năm 2017

Target là nhà tài trợ lâu năm cho các đội đua IndyCar và NASCAR của Chip Ganassi Racing.
Chiếc xe Target Chip Ganassi do Dario Franchitti điều khiển đã giành được giải của Indianapolis 500 vào Chủ nhật, ngày 30 tháng 5 năm 2010.
Target chấm dứt liên kết với giải đua IndyCar vào cuối mùa giải 2016. Tháng 7 năm 2017, Target thông báo họ sẽ chấm dứt tài trợ cho đội NASCAR của Ganassi vào cuối năm.

### Đài phát thanh
Target là nhà tài trợ sáng lập của chương trình phát thanh Weekend America.

## Trong văn hóa đại chúng
- Một trong những tài liệu tham khảo sớm nhất về Target trong văn hóa đại chúng là bộ phim Career Opportunities (1991) của John Hughes, trong đó một nhân viên và một khách hàng yêu nhau sau nhiều giờ bên trong cửa hàng Target.[111]
- Chương trình truyền hình Mỹ Saturday Night Live giới thiệu một bản phác thảo định kỳ vào những năm 2000 với sự tham gia của Target Lady, một nhân viên thu ngân Target quá nhiệt tình, do diễn viên Kristen Wiig thủ vai.
- Target trùng tên với một tập của mùa thứ ba của bộ phim hài truyền hình Mỹ Superstore. Trong tập này, một nhân viên tại nhà bán lẻ hư cấu "Cloud 9" bỏ việc để qua làm tại Target và bị buộc tội lôi kéo nhân viên.[112]